# Geschichte Zyperns
Die Geschichte Zyperns umfasst die Entwicklungen auf der Insel Zypern von der Urgeschichte bis zur Gegenwart. Die (Kultur-)Geschichte Zyperns begann am Ende der Altsteinzeit. Die strategische Lage der Insel war ein wesentlicher Grund für ihre wechselvolle Geschichte. Sie lag im Einflussgebiet der Kulturen der Ägäis, Anatoliens, der Levante und Ägyptens.

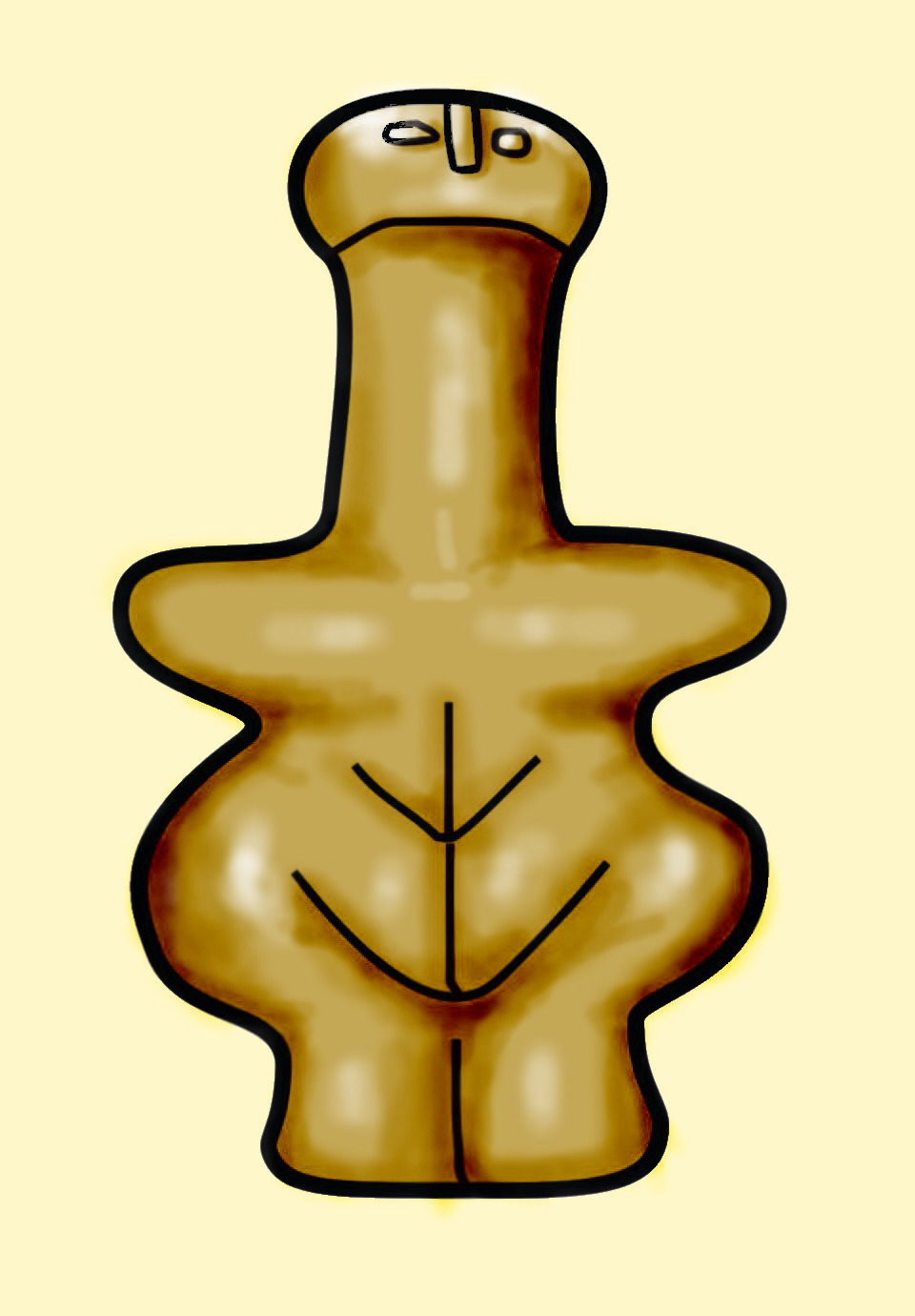
Äneolithisches Idol aus Lemba (Zypern)

## Vor- und Frühgeschichte

### Jungpaläolithikum (ab 10. Jahrtausend v. Chr.)
Die Insel wurde erst am Ende der Altsteinzeit von Jägern und Sammlern besiedelt, weshalb die inseltypischen Zwergformen von Säugetieren, so das zyprische Zwergflusspferd (Phanourios minutis) und der Zwergelefant (Elephas cypriotes), lange überlebten. Die ältesten Funde stammen aus Aetokremnos auf der Akrotiri-Halbinsel, ihre Datierung ins Epipaläolithikum ca. 9500 v. Chr. wird allerdings angezweifelt. Die Jäger kamen aus der Levante auf die Insel und rotteten vermutlich die Zwergfauna aus. Aetokremnos ist bisher der einzige Fundort aus dieser Zeit.

### Neolithikum (ab 8600 v. Chr.)
Die dauerhafte Besiedlung der Insel erfolgte noch im akeramischen Neolithikum (PPNB) wieder von der Levante her; die ältesten sicher datierten Siedlungsspuren stammen aus Klimonas und sind mindestens 10.600 Jahre alt. Die Kolonisten führten Emmer und Einkorn und außer den Haustieren Hund, Katze, Rind, Schaf und Ziege auch den Damhirsch ein. Die Rinderhaltung wurde bald aufgegeben. Die Siedlungen aus dem präkeramischen Neolithikum (PPNB) sind z. B. Ais Yiorkis, Kastros, Kalavasos, Khirokitia, Lapta, Paralimni-Nissia, Petra tou Limniti, Shillourokambos und Tenta. Sie bestanden aus runden oder quadratischen Häusern mit runden Ecken mit den typischen Terrazzo- oder Geröll-Fußböden, während auf dem Festland Rechteckhäuser üblich waren. Für die Versorgung mit Trinkwasser wurden Brunnen in den Fels getrieben (Mylouthkia), wie sie auch aus der Levante in dieser Zeit bekannt sind (Atlit-Yam).
Erst seit der Sotira-Phase wurde Keramik hergestellt.

### Kupfer- und Bronzezeit
| Stufe                    | Absolutes Datum |
| ------------------------ | --------------- |
| Frühes Chalkolithikum    | 3800–3500       |
| mittleres Chalkolithikum | 3500–2800       |
| spätes Chalkolithikum    | 2800–2500       |

Ab ca. 3000/2300 v. Chr. begann man, die Kupfervorkommen der Insel auszubeuten (Erimi-Kultur, Kupferzeit). 

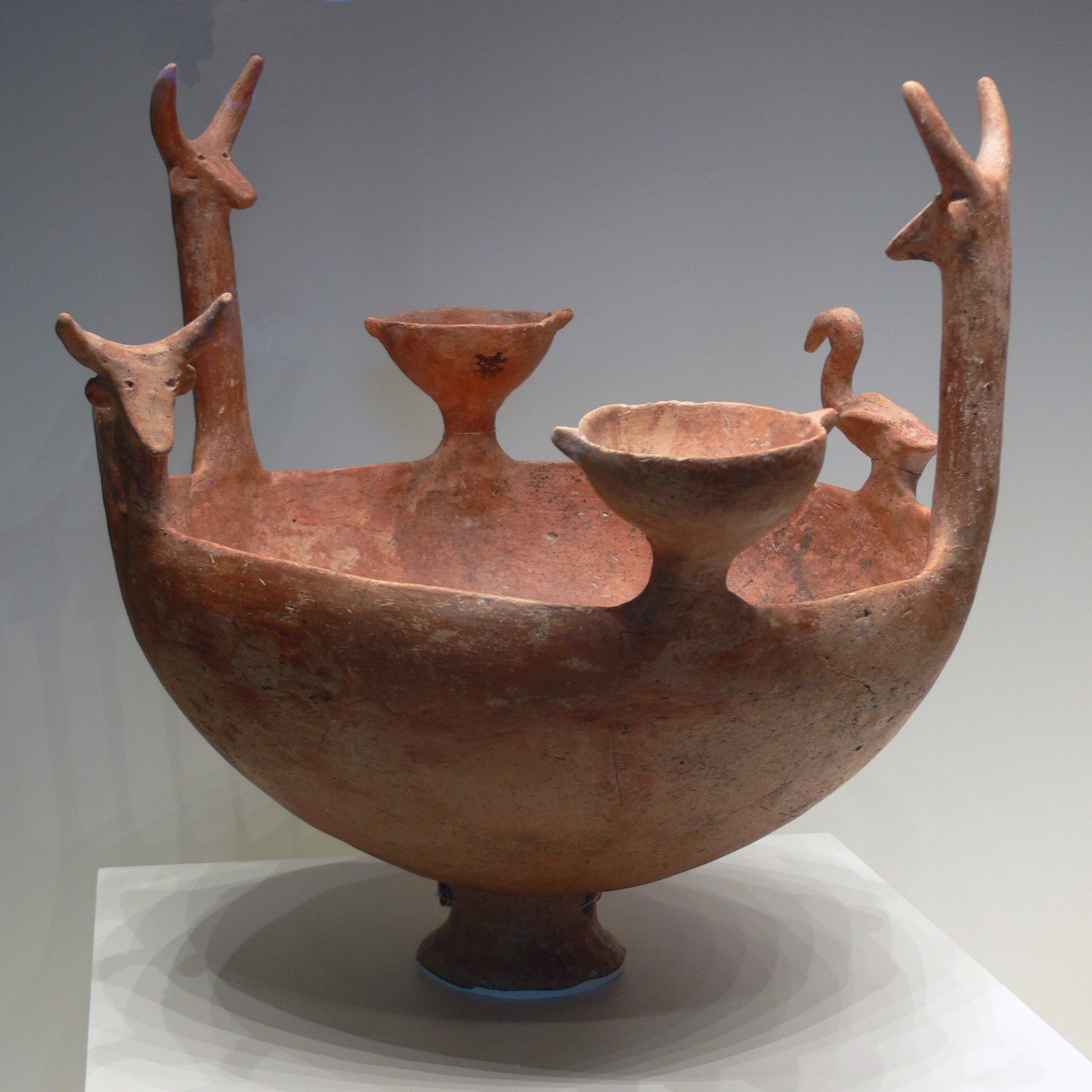
Terrakottagefäß, entstanden zwischen 2300 und 1900 v. Chr.

Aus der Frühbronzezeit (ECI) stammt der Friedhof von Vounous-Bellapais mit seinen Felskammergräbern. Als Grabbeigaben findet man vor allem Keramik, Kupferwaffen und vereinzelt Idole. Die Keramik zeigt deutliche anatolische Einflüsse.
| Stufe                                           | Absolutes Datum   |
| ----------------------------------------------- | ----------------- |
| Philia-Kultur; auch Frühe Bronzezeit I          | 2500–2000 v. Chr. |
| Frühe Bronzezeit II–III; auch früh-zyprisch     | 2500–1900 v. Chr. |
| Mittlere Bronzezeit I–III; auch mittel-zyprisch | 1900–1650 v. Chr. |
| Späte Bronzezeit I–III; auch spät-zyprisch      | 1650–1050 v. Chr. |

Die archäologischen Funde und Befunde werden in Stufen eingeteilt, die ihre zeitliche Relation zueinander angeben, aber keine absolute Datierung darstellen. Der Beginn der spätzyprischen Stufe (Late Cypriot IA, entspricht der spätminoischen Stufe SM IA auf Kreta) muss, richtet man sich nach neueren 14C-Datierungen aus Santorin (s. auch Minoische Eruption), auf deutlich vor 1600 v. Chr. angesetzt werden.
Zypern wurde zu einer wichtigen Zwischenstation im Handel zwischen Kreta, Griechenland, der Levante und Ägypten. Vor allem zypriotisches Kupfer war sehr begehrt und wurde in Form von Ochsenhautbarren exportiert. Diese wurden an vielen Fundorten, von Sardinien und Süddeutschland bis in den Irak, entdeckt. Nach Sardinien wurde Kupfer ausgeführt, obwohl auch dort Kupfer gewonnen wurde. Kupferminen wurden im Gebiet von Tamassos (Peristerka und Pitharoma), bei Politiko und Mitsero nachgewiesen.
Bronzezeitliche Kupferbergwerke finden sich in:
- Ambelikou
- Apliki
- Ayia Varvara Almyras
- Mavrovouni
- Mitsero Kokkinoyia
- Peristerka
- Phönix-Mine zwischen Apliki und Skouriotissa[7]
- Politiko Phorades
- Skouriotissa

Der moderne Abbau hat aber sicher viele antike Minen und Schächte zerstört. Das Erz von Peristerka enthielt ca. 6 % Kupfer und 16 % Zink.
Im 2. Jahrtausend v. Chr. war auf Zypern eine Silbenschrift in Gebrauch, die mit der minoischen Linearschrift A verwandt zu sein scheint. Sie wird als alt-kyprische Schrift bezeichnet und ist nicht entziffert. Inschriften in dieser Schrift sind auch aus der Levante bekannt. Ab dem 1. Jahrtausend v. Chr. wurde auf Zypern für die griechische Sprache die sogenannte klassische zyprische Schrift verwendet.
Zypern war bis zum zweiten Drittel des 13. Jahrhunderts v. Chr. offenbar unabhängig. Alašija, das aus den in Ägypten gefundenen Amarna-Briefen sowie hethitischen und ugaritischen Quellen bekannt ist, wird von den meisten Forschern mit Zypern oder einer Stadt auf Zypern gleichgesetzt. Der König von Alašija wurde oft als Bruder angeredet, was seine von den Großmächten unabhängige Stellung beweist. Die Meinung, dass Enkomi, ein bedeutender Fundplatz an der Ostküste, die Hauptstadt Zyperns und somit Sitz des Herrschers von Alašija war, muss vermutlich revidiert werden: Analysen des Tons von Briefen aus Alašija haben ergeben, dass der Ton nicht aus der Gegend von Enkomi, sondern aus dem Südwesten der Insel stammt. Der Palast des Herrschers von Alašija ist demnach im Umkreis der Siedlung Alassa zu vermuten. Für das Ende des 14. Jahrhunderts und wieder für die Mitte des 13. Jahrhunderts ist ein einziger König der gesamten Insel nachgewiesen, B. Knapp nimmt an, dass dies für das gesamte 14. und 13. Jahrhundert der Fall war.
Im letzten Drittel des 13. Jahrhunderts v. Chr. kam Zypern womöglich für kurze Zeit unter hethitische Herrschaft. Jedenfalls rühmt sich Tudhalija IV (Regierungszeit ca. 1240–1215 v. Chr.) auf einer in Ḫattuša gefundenen Inschrift (KBo 12.38), Alašia unterworfen und mit Tribut belegt zu haben. Sein Sohn Šuppiluliuma II. ergänzte dieses Dokument später um die Information, dass er in drei Seegefechten gegen Feinde Alašijas erfolgreich war. Allerdings gibt es auf Zypern kaum Funde anatolischer Herkunft aus dieser Zeit.
Mykenische Keramik war seit dem 16. Jahrhundert importiert worden und ist im 15. Jahrhundert verstärkt vertreten, im 14. Jahrhundert wurde sie zur Massenware. Ab ca. 1200 v. Chr. nahmen die Einflüsse der mykenischen Kultur insgesamt stark zu. In einer späten Phase der Spätbronzezeit (LC IIIA, 1200–1100 v. Chr.) wurden große Mengen „mykenischer“ IIIC Keramik lokal hergestellt. Außerdem traten neue Bauelemente wie zyklopisches und bossiertes Mauerwerk sowie zentrale Herdstellen in Wohnhäusern auf (Maa-Paleokastro, Enkomi, Hala Sultan Tekke etc.), die auch auf dem griechischen Festland zu finden sind. V. Karagheorgis will auch Ton-Badewannen (Ayios Dhimitri) und neue Bronzetypen wie Naue-II-Schwerter, Tüllen-Speerspitzen und Beinschienen sowie koroplastische Kunst auf ägäischen Einfluss zurückführen. In einigen wenigen Siedlungen wurden Zerstörungshorizonte nachgewiesen.
Zur Erklärung dieses verstärkten ägäischen Einflusses sind zwei Modelle in Gebrauch, die Bernard Knapp als die „Invasions-/Kolonisationserzählung“ und als das „politisch-ökonomische Modell“ bezeichnet:
1. Invasionsmodell: Viele Forscher glaubten, dass Zypern gegen Ende des 13. Jh. von mykenischen Griechen erobert oder zumindest besiedelt wurde, die vor dem Zusammenbruch der Palastzentren auf dem griechischen Festland (am Ende der Zeitstufe SH III B, frühes 12. Jahrhundert v. Chr.) flohen. Das habe sich in den mythologischen Berichten über zurückkehrende Helden aus dem Trojanischen Krieg niedergeschlagen, die zahlreiche Städte auf Zypern gegründet haben sollen; z. B. Teukros in Salamis etc. (Karagheorgis 1982). Diese Invasion wird von manchen Forschern mit den in ägyptischen Quellen geschilderten Angriffen der sogenannten „Seevölker“ in Verbindung gebracht.
Zwischen LC IIIA (1190–1100 v. Chr.) und LC IIIB (1100–1050 v. Chr.) sind deutliche kulturelle Veränderungen festzustellen, sowohl im Siedlungsmuster (Auflassung der meisten großen Siedlungen) als auch in den Bestattungssitten. Manche Forscher rechnen die Zeitstufe LC IIIB daher bereits zur Eisenzeit. Einige schon lange für Zypern typische Traditionen laufen jedoch ohne Unterbrechung weiter (z. B. eine in Fachkreisen „White-painted Ware“ genannte Keramik-Gattung). Karagheorgis (1988) sieht diesen Bruch als Auswirkung einer zweiten „Invasionswelle“ aus Lakonien und Kreta. Die indigene Bevölkerung der Eteozyprer habe sich nach Enklaven wie Amathous zurückgezogen.
2. Politisch-ökonomisches Modell: Das Invasionsmodell wird zusehends angezweifelt, da es keinen Beleg für einen Kulturbruch zwischen der LC IIC (1400–1190 v. Chr.) und der LC IIIA-Periode gibt. Anzeichen für Zerstörungen liegen aus einigen, aber keinesfalls allen Siedlungen vor. B. Knapp und seine Schule gehen daher von der Anwesenheit mykenischer Händler aus, die in engem Kontakt mit der einheimischen Oberschicht stehen und die nach dem Zusammenbruch der mykenischen Kultur auf dem Festland dauerhaft auf Zypern ansässig und in die Oberschicht integriert werden. In LC IIIA seien demnach zyprische, ägäische und levantinische Elemente zu einer neuen Kultur verschmolzen. Besonders die Elfenbeingegenstände (Kition-Rhythos, Spielstein-Dose aus Enkomi, Grab 58[9]) weisen deutlichen levantinischen Einfluss auf. Die viereckigen Bronze-Ständer, auf Zypern selber hergestellt,[10] kombinieren ägäische und levantinische Elemente.
Die Rollsiegel, oft aus Hämatit gefertigt, lassen sich in verschiedene Gruppen unterteilen; auch hier sind aber deutlich hybride Elemente nachzuweisen. So zeigt ein Hämatit-Siegel aus Enkomi einen Mann mit kurzem Rock, der typisch ägäischen Tracht, der zwei Löwen an den Ohren hochhält – ein Motiv, das letztlich auf den mesopotamischen „sechslockigen Helden“ zurückgeht. Andere Exemplare, mit Darstellungen von Löwen, Stieren und Hirschen, sind stärker mykenisch beeinflusst. Bronzestatuetten, wie der „gehörnte Gott“ oder der „Barren-Gott“ aus Enkomi, beide mit Hörnerkrone, wurden sowohl als ägäische (Apollo, Hephaistos) als auch als syrisch/vorderasiatische Gottheiten (Nergal) gedeutet, stellen aber möglicherweise eine Kombination beider dar.

### Eisenzeit
Im 12. Jahrhundert v. Chr. gelangte die Technik der Eisengewinnung und -verarbeitung nach Zypern und von dort Ende des 11. Jahrhunderts nach Griechenland. Der Fernhandel ging zurück, die größeren Städte wurden vorübergehend aufgegeben. Zyprisches Kupfer in Form von Ochsenhautbarren wurde aber weiterhin auch zwischen ca. 1200 und 1000 v. Chr. über weite Strecken gehandelt, wie Funde u. a. auf Sardinien, auf Lipari, in Ungarn und Palästina zeigen.
| Keramische Stilperiode | Konventionelle Datierung |
| ---------------------- | ------------------------ |
| Zypro-Geometrisch I    | 1050–950                 |
| Zypro-Geometrisch II   | 950–850                  |
| Zypro-Geometrisch III  | 850–750                  |
| Zypro-Archaisch I      | 750–600                  |
| Zypro-Archaisch II     | 600–500                  |

### Phönizier
Der älteste Friedhof von Salamis enthält Kindergräber in sogenannten kanaanitischen Krügen. Diese beweisen eine phönizische Präsenz bereits in der Phase LC IIIB im 11. Jahrhundert v. Chr. Vergleichbare Gefäßbestattungen wurden in den Gräberfeldern von Kourion-Kaloriziki und Palaepaphos-Skales bei Kouklia gefunden. In Skales weisen zahlreiche levantinische Importe und zyprische Imitationen levantinischer Gefäße auf eine phönizische Expansion bereits vor dem Ende des 11. Jahrhunderts hin. Es handelt sich dabei vor allem um Vorratskrüge, Krüge und Pilgerflaschen, die vielleicht importiertes Öl, Spezereien oder Wein enthielten. Phönizische Keramik wurde unter anderem in Amathous, Ayia Irini, Kition, Salamis und Palaepaphos-Skales gefunden.
Ab 800 v. Chr. wurden phönizische Kolonien wie Qart-Hadasht (Neustadt) gegründet, das Stadtkönigreich Kition, das heutige Larnaka. Die Königsgräber von Salamis aus dem 8. Jahrhundert enthalten zahlreiche phönizische Importe. David Rupp nimmt sogar an, dass sich die eisenzeitlichen Königreiche der Insel in direkter Reaktion auf den Handel mit den Phöniziern herausbildeten.
Eine Inschrift aus dem 4. Jahrhundert nennt einen Tempel in Lapithos für Götter aus Byblos.

### Griechischer Einfluss
Eine Inschrift aus Palaepaphos-Skales, der sogenannte „Obelos“, bezeugt den frühesten bisher bekannten griechischen Namen auf der Insel. „O-pe-le-ta-u“ wird gewöhnlich als „Opheltas“ gelesen. Der Name auf dem Bratspieß, einem einheimischen zypriotischen Typ, ist im Genitiv wiedergegeben, zeigt also, in typisch levantinischer Manier, den Besitz an („Bratspieß des Opheltas“). Ob hier ein eingewanderter Grieche oder die zunehmende Hellenisierung (Dietler) der Oberschicht zu fassen ist, ist in der Forschung umstritten.

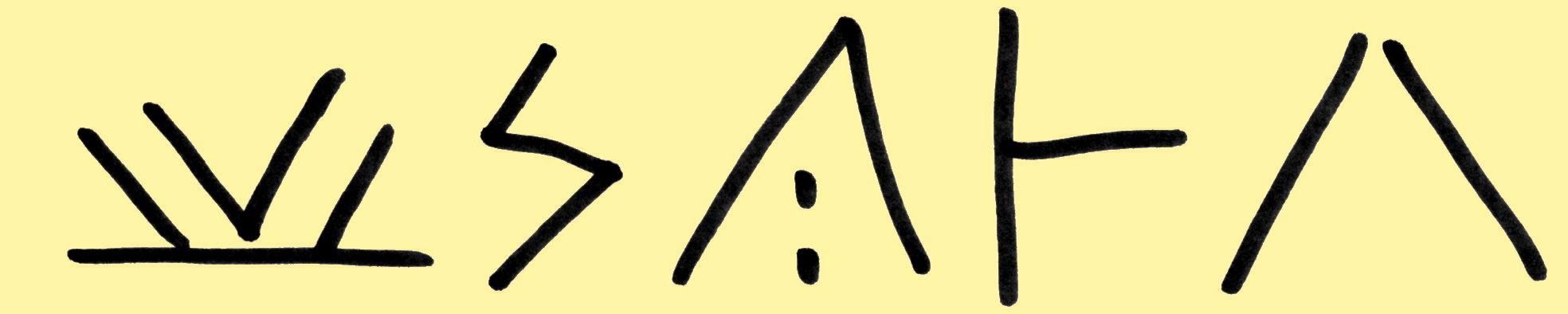
Opheltas-Inschrift aus Skales, Umschrift

Gräber, die als Belege einer griechischen Oberschicht herangezogen werden, sind nicht immer eindeutig ethnisch zuzuweisen. So enthält Schachtgrab 40 aus Kaloriziki, von V. Karagheorgis als Bestattung eines „ägäischen Prinzen“ identifiziert, ein Szepter, das wohl in Zypern selbst hergestellt wurde, aber in Technik und Ikonographie starken ägyptischen Einfluss zeigt. Grab I in Salamis enthält einen vielteiligen Geschirrsatz „griechischer“ Herkunft, der jedoch attische und kykladische Gefäße mischt.
In der Zeit vor der assyrischen Eroberung war Zypern ein Mittelpunkt des Handels, manche Forscher sprechen von einer zypriotischen Thalassokratie. Kontakte nach Westen sind zunächst selten, nehmen aber im Laufe der Zeit deutlich zu (vor allem mit Euböa und den Kykladen). Auch attische Importe sind belegt, so aus Salamis, Amathous, Kition und Paphos. Einar Gjerstad nahm an, dass eine athenische Prinzessin nach Salamis geheiratet habe, und ein Teil ihrer Mitgift in Töpfen bestanden habe, die ihr dann später ins Grab mitgegeben wurden, was vielleicht, unter dem Einfluss moderner Ästhetik, den tatsächlichen Wert attischer Keramik überschätzt. Nachahmungen attischer Skypoi, Kratere und Kylikes wurden auch örtlich hergestellt. Nach A. Demetriou (2000) scheint es umgekehrt aber auch zyprische Einflüsse auf die attische Keramikproduktion gegeben zu haben.

### Assyrer
Auf der 1845 entdeckten Kition-Stele rühmt sich Sargon II. (721–705 v. Chr.) vermutlich im Jahr 708/707 v. Chr., dass sich die sieben Königtümer des Landes Ia-(dnāna) (= Cyprus) ihm freiwillig unterworfen hätten und seine Klientelkönige geworden seien. Er bestätigt dieses Abhängigkeitsverhältnis von Iadnāna in der Inschrift von Targa Var. In den assyrischen Annalen von 711 v. Chr. erwähnt Sargon II., dass zwölf Könige von Ia', einem Landstrich auf Zypern (Iadnana), ihm Tribute gezahlt hätten. Städte- und Königsnamen nennt er in keinem Fall.
Das Prisma des Asarhaddon von 673/672 v. Chr. erwähnt „zehn Könige von der Mitte des Meeres“:
- König Ekištura Edi'il
- König Tuandâr von Pâppa
- König Si-(il)-lua von Kisu
- König Erêsu von Sili/u
- König Pitagura von Kitrusi
- König P/Buṣkusu von Nurîa (Marion oder Kinuria)
- König Unasagusu von Lidîr
- König Admesu/Gimesu von Tamesu/i
- König Damisu/i von Qart Hadaši
- König Damasu von Kuri

Die Gründung dieser Königreiche geht nach Ansicht einiger Autoren vielleicht teilweise in die spätmykenische Zeit (LC IIII) zurück. Es handelt sich im Einzelnen um (beginnend mit Nikosia im Uhrzeigersinn, zuletzt die beiden Binnenkönigreiche):
- Li-di-ir = Ledra (Nikosia/Lefkoşa)

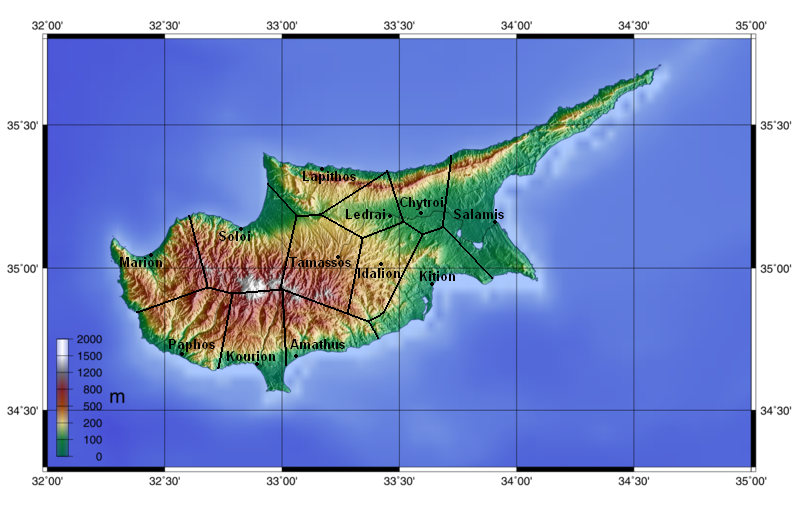
Die eisenzeitlichen Königreiche auf Zypern

- Ki-it-ru-si = Chytroi (Kythrea/Değirmenlik)
- Ki-(i)-su = Salamis
- (Qart Hadasht) = Kition
- Da-mu-u-si/su = Limassol
- Ku-ri-i = Kurion (Kaloriziki)
- Pa-ap-pa = Paphos
- Pu-su-su = Marion
- Si-il-li/lu = Soli
- Lapithos
- Ta-me-si/su = Tamassos (Politiko)
- E-di’-il = Idalion (Dali)

Ob es sich bei diesen Herrschern um achäische Kolonisten oder einheimische Zyprer handelt, ist bisher nicht geklärt. Neuere Forschungen deuten eher auf letzteres. Einige Namen, wie Pitagura, lassen sich griechisch deuten (Pythagoras oder Pnytagoras), bei anderen ist dies schwierig. Unasagusu könnte den Titel Wanax wiedergeben.
Die Herrschaft über die Insel wechselte in der Folge zwischen Assyrien, Ägypten und dem Perserreich. Manche Zyprer, besonders im Südwesten der Insel, sprachen eine bislang nicht entschlüsselte Sprache, das sogenannte Eteokyprische.

## Persische Zeit
Wann die Insel Teil des Persischen Großreiches wurde, ist umstritten, da die Nachrichten der antiken griechischen Schriftsteller hierzu nicht eindeutig sind. Während E. Gjerstad und G. Hill für einen Zeitpunkt noch vor Kyros’ Babylonkampagne 539 v. Chr. plädieren, argumentiert H.J. Watkin für die Zeit kurz vor dem persischen Angriff auf Ägypten unter Kambyses II. 525 v. Chr.
Im Ionischen Aufstand erhoben sich auch die Zyprer gegen die persische Herrschaft. Herodot (Historien 5, 110 ff.) berichtet Folgendes: Als ein persisches Heer unter Artybas aus Kilikien nach Zypern entsandt wurde und gegen Salamis marschierte, forderten die Könige der Insel ionische Hilfe an. Die Hilfsflotte segelte um den Karpas („die Schlüssel von Zypern“) nach Salamis. Die Ionier lehnten es ab, an Land zu kämpfen, boten aber an, das Meer zu bewachen.
In der Mesouria bei Salamis kam es zur Schlacht. Die Zyprer standen gegen die Hilfstruppen, die Salamier und die Solier unter ihrem König Onesilus gegen die Perser unter Artybas. Das Heer bestand aus Fußtruppen, Reiterei und Streitwagen. Gleichzeitig lieferten die Ionier den mit den Persern verbündeten Phöniziern eine Seeschlacht, die sie für sich entscheiden konnten. In der Landschlacht konnte Onesilus mit Hilfe seines karischen Schildträgers den feindlichen Feldherren zu Fall bringen, nachdem aber erst die Kurier und dann die Salamier die Flucht ergriffen hatten, floh auch der Rest des Heeres. Onesilus fiel, die Bewohner von Amathous schlugen seinen Kopf ab und hängten ihn über das Stadttor. Als sich darauf ein Bienenschwarm in diesem Schädel ansiedelte, wandten sich die Amathousier besorgt an das Orakel und bekamen die Auskunft, sie sollten den Kopf beerdigen und dem Onesilus jedes Jahr Opfer darbringen, was auch geschah.
Auf die Nachricht von der Niederlage des Landheeres kehrte die ionische Flotte nach Hause zurück. Salamis war unter König Gorgos bereits wieder unter persische Herrschaft gekommen, die anderen Städte wurden belagert und fielen. Am längsten hielt Soloi stand, das erst nach fünfmonatiger Belagerung fiel, nachdem die Perser die Mauern untergraben hatten.
Für das 5. Jh. sind wenig Quellen überliefert. Außer Isokrates (Euagoras; ad Nicoclem; Nicocles) liegen nur archäologische Funde, vor allem Münzen vor. E. Gjerstadt rekonstruiert einen persischen Versuch, die (griechischen) Dynastien der Stadtkönigreiche zu unterdrücken, der sich auf die auf der Insel ansässigen Phönizier stützte. Wie der Althistoriker Franz Georg Maier betont, wird dies jedoch nicht durch entsprechende Dokumente gestützt. Dieser angebliche Gegensatz geht auf einen behaupteten Ost-West-Gegensatz (Griechen gegen „Orientalen“) zurück, der seine Wurzeln in der europäischen Ideologie des späten 19. und frühen 20. Jahrhunderts hat und auch rassistische Komponenten enthält.
Münzprägung setzt auf Zypern nach dem ionischen Aufstand ein. Die ersten Münzen tragen Legenden in zypriotischer Silbenschrift, auf späteren Prägungen finden sich teilweise auch Legenden in phönizischer Schrift. Stasioikos II. (330–312 v. Chr.), der letzte König von Marion, prägte Münzen mit Inschriften in beiden Schriftsystemen, kyprischer Silbenschrift und phönizischer Alphabetschrift. Auf den Münzen von Lapithos wird, außer in den Prägungen von Praxippos, durchgehend die phönizische Schrift verwendet.
Unter Dareios III. galten Zyprer und Phönizier als die erfahrensten Seeleute der persischen Flotte (Arrian 1, 18).

## Hellenistische Zeit
Nach der Eroberung von Tyros hatte Alexander der Große einen Angriff auf Zypern geplant, bevor er gegen Ägypten vorging (Arrian 2, 18). Nach dem Fall von Byblos schickte Soloi drei Schiffe für die makedonische Flotte, nach der Schlacht bei Issos gingen die Könige von Zypern geschlossen zu Alexander über und sandten 332 v. Chr. 120 Schiffe nach Sidon (Arrian 2, 20; Curtius Rufus 4, 11). Alexander schickte diese neu erworbene Flotte gegen Tyros, auf dem rechten Flügel die Zyprer unter Andromachos, auf dem linken Pnytagoras von Salamis und Krateros. Es kam jedoch nicht zur Seeschlacht. Bei der Belagerung von Tyros wurden auch zypriotische Arbeiter eingesetzt.

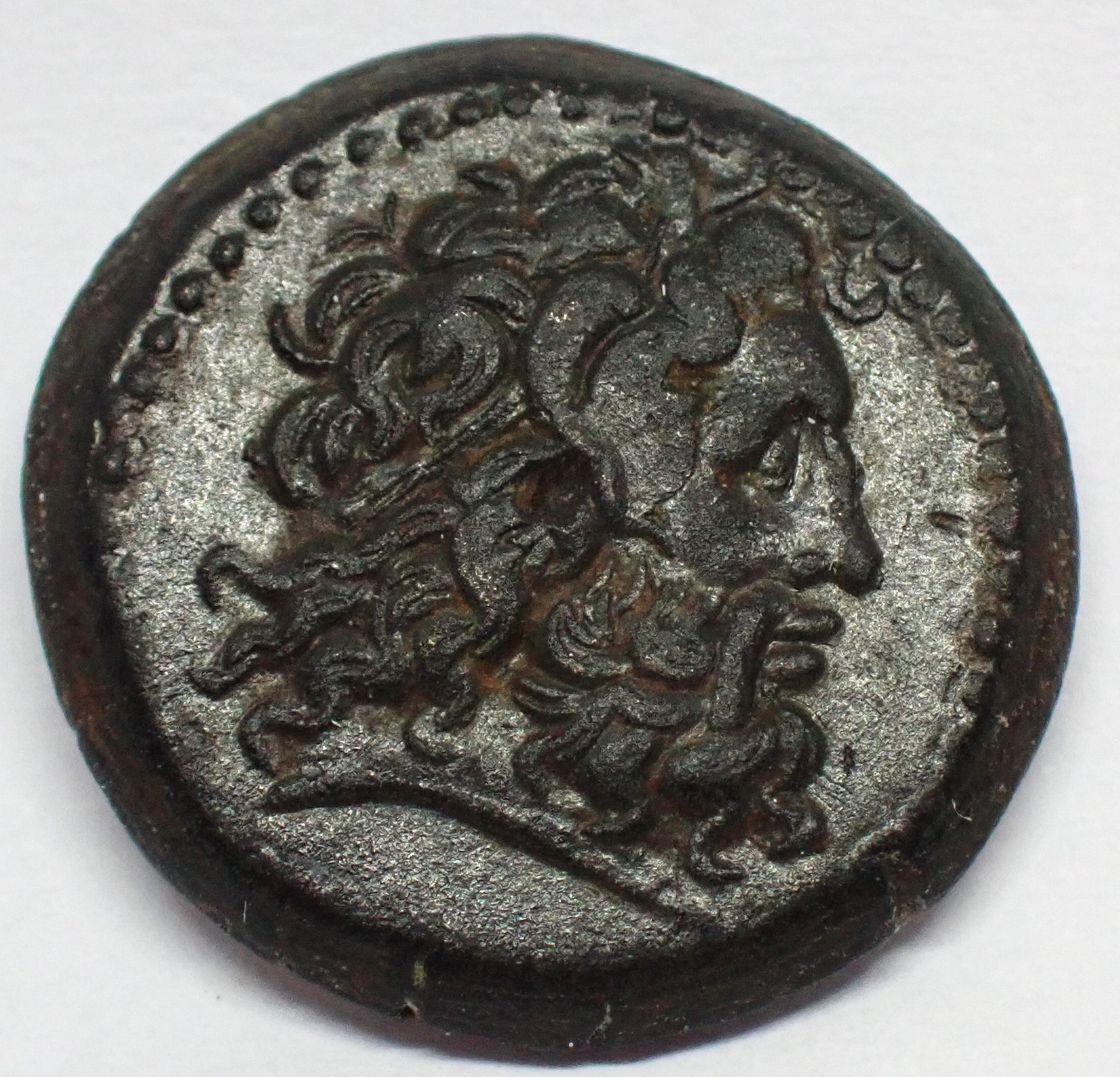
Bronzemünze (Dichalkon) aus Paphos für Ptolemaios III. Euergetes

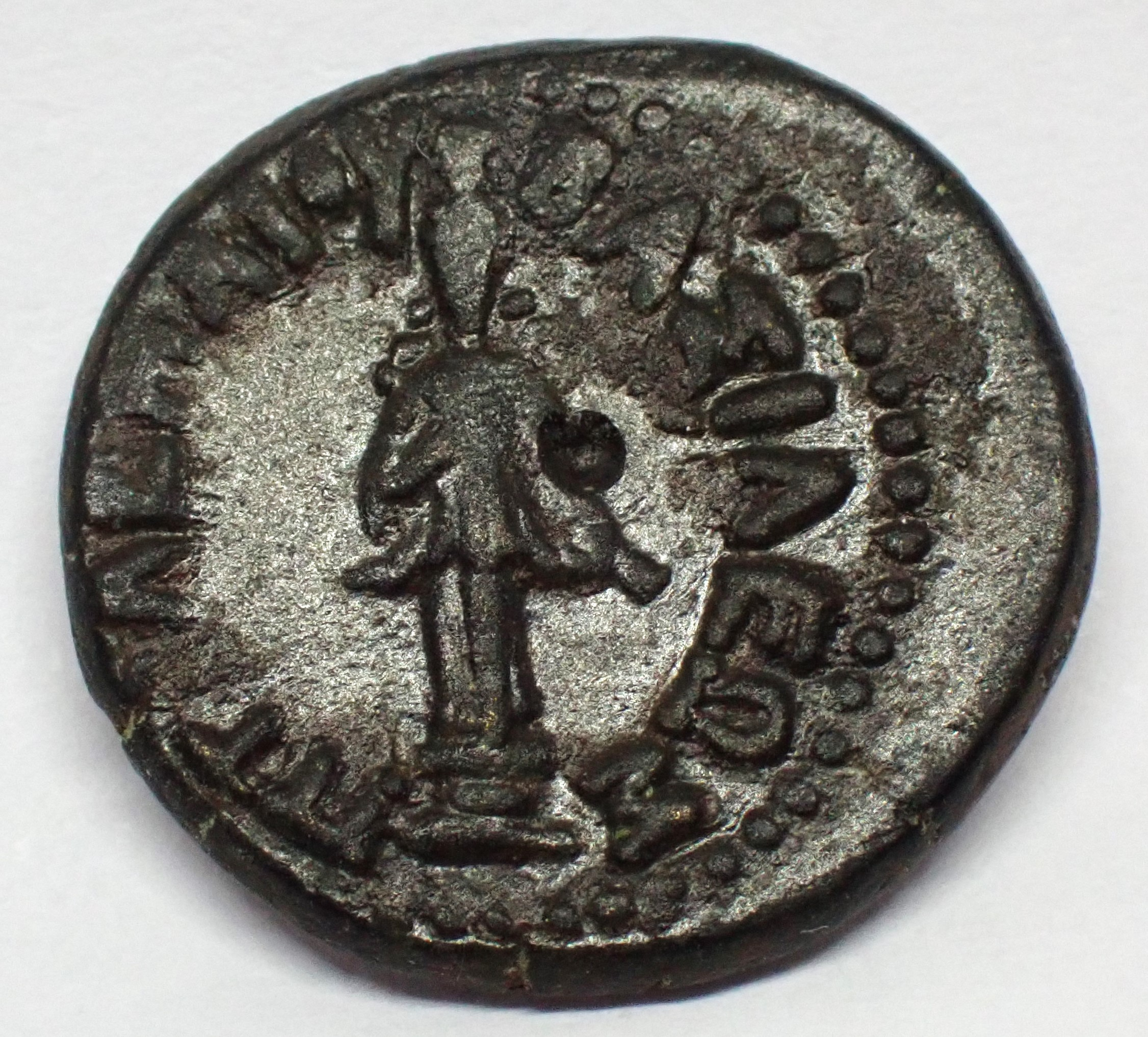
Revers des Dichalkon aus Paphos für Ptolemaios III. Euergetes

Als Alexander 331 v. Chr. nach Mesopotamien zog, stellten Zypern und Phönikien jeweils 100 Schiffe zum Schutz des Peloponnes (Arrian 3, 6). 321 v. Chr. verbündeten sich vier Könige von Zypern mit Ptolemaios I. Soter und hielten die Insel gegen Antigonos. Ptolemaios verlor die Insel 306 und 294 an Demetrios Poliorketes, danach verblieb sie bis 58 v. Chr. im Ptolemaierreich. Zypern wurde durch einen ägyptischen Statthalter regiert und war während der Machtkämpfe des 2. und 1. Jahrhunderts v. Chr. teilweise ein eigenes Königreich. Mit Athen und Alexandria bestanden enge Handelsbeziehungen. Unter Antiochus Epiphanes wurde ein „Cypriarch“ erwähnt, der anscheinend eine Abteilung zyprischer Söldner im Dienste dieses Herrschers befehligte.
Bereits unter den Ptolemäern gab es eine Versammlung von ganz Zypern, die religiöse Aufgaben wahrnahm. Ihr Versammlungsort war in Paphos. Sie ist bis in die Zeit von Caracalla, vielleicht auch Macrinus nachgewiesen. Ihr oblag auch der Kult des vergöttlichten Herrschers, es gab keinen eigenen Cypriarchen.

## Römische und Byzantinische Zeit

### Römische Zeit
Ammianus Marcellinus lobt Zypern als hafenreich und außerordentlich fruchtbar, eine Insel, die alle Dinge im Überfluss hervorbringe. Sie könne ohne jede Hilfe von außen ein Lastschiff vom Kiel bis zum höchsten Segel und mit jeglichem Zubehör ausrüsten und auf See schicken. Die Kupferminen von Tamassos lieferten Chalkanthit und „Kupferrost“ (ιος το χαλκου), der in der Medizin Verwendung fand. Ammianus erwähnt bei seiner Beschreibung Zyperns besonders die Städte Salamis, berühmt durch ihr Zeus-Heiligtum, und Paphos mit dem Tempel der Aphrodite. Strabo beschreibt die Insel in Buch 14,5 seiner Geographika, nachdem er die Beschreibung Kleinasiens abgeschlossen hat, sieht sie also eindeutig als Teil Asiens. Er beschreibt die Insel als länglich, mit einem Umfang von 3420 Stadien, einschließlich der Buchten und einer Länge von 1400 Stadien zwischen den Kleides und der Halbinsel Akamas (14,5,2).
Nach dem Urteil von Ammianus Marcellinus eigneten sich die Römer die fruchtbare und rohstoffreiche Insel aus reiner Habgier an. König Ptolemaios (80–58), ein jüngerer Sohn des Ptolemaios IX. Soter von Ägypten, der im Seeräuberkrieg mit Clodius Pulcher in Gegensatz geraten war, wurde geächtet und vergiftete sich schließlich. Die Insel wurde 58 v. Chr. prätorische Provinz und tributpflichtig gemacht, die Schätze des Ptolemaios im Wert von 7000 Talenten durch den Quästor Marcus Porcius Cato der Jüngere (95–46 v. Chr.) wie Kriegsbeute nach Rom geschleppt. Nach Strabo handelte es sich dagegen um einen persönlichen Racheakt von Clodius Pulcher gegen König Ptolemaios (Geographika 14, 6, 6). 48/47 v. Chr. übertrug Marcus Antonius Kleopatra und ihrer jüngeren Schwester Arsinoë IV. die Herrschaft über Zypern, was nach seinem Tod rückgängig gemacht wurde. Bis ca. 22 n. Chr. unterstand die Verwaltung einem Proprätor (einem direkten Vertreter des römischen Kaisers); danach ging die Herrschaft der Insel an den römischen Senat, der durch einen Prokonsul vertreten wurde. In römischer Zeit hatten Kition, Salamis, Neo-Paphos, Kurion, Amathous (Tacitus, Annales 111, 62), Karpasia (Tacitus, Annales 111, 62), Lapethos, Soli und Arsinoe Stadtstatus. Idalion scheint weiterhin Kition unterstanden zu haben. Der Status von Keryneia ist unsicher. Außer den Truppen des Prokonsuls war hier kein Militär stationiert. Auf Zypern verwendete man weiterhin die ägyptische Zeitrechnung, das Jahr begann am 29. August.
Das Christentum wurde ca. 46 n. Chr. durch die Apostel Paulus von Tarsus und Barnabas nach Zypern gebracht. Um das Jahr 50 besuchte Barnabas, der in Zypern geboren wurde, mit dem Apostel Paulus Zypern, um zu missionieren. Der Prokonsul Sergius Paulus interessierte sich nach biblischem Bericht (Apg 13,4-12) für den christlichen Glauben und wurde Christ. 1877 wurde bei Paphos eine Inschrift gefunden, in der Sergius Paulus mit dem Titel Prokonsul erwähnt wird. Barnabas soll später Bischof der Insel geworden und als Märtyrer gesteinigt worden sein. Weitere wichtige zyprische Heilige sind St. Herakleidos, St. Hilarion, St. Spyridon und St. Epiphanius, der 367–403 Bischof von Salamis war. 325 nahmen drei zyprische Bischöfe am Konzil von Nicäa teil. Sie vertraten die Diözesen von Paphos, Salamis und Tremithus.

### Erste byzantinische Zeit
Mit der Verlegung der Reichshauptstadt von Rom nach Byzanz durch Kaiser Konstantin I. wurde das Christentum dominierende Religion im Römischen Reich und gewann das Griechische über das Lateinische als Amtssprache besonders im Osten des Reiches endgültig die Oberhand. Zypern war Teil der Diözese des Ostens. Vermutlich war der spätrömische Palast in Paphos Sitz des Consularis. Er wurde noch im fünften Jahrhundert genutzt und ausgebaut, aber unter Justinian I. aufgegeben.
Den Besuch der Mutter Kaiser Konstantins des Großen, Helena, auf ihrer Pilgerreise in das Heilige Land, nutzte die Kirche Zyperns in den folgenden Jahrzehnten zum Ausbau ihrer Unabhängigkeit gegenüber dem Patriarchat von Antiochien. Am Konzil von Serdica 344 nahmen bereits zwölf Bischöfe teil, 400 waren es 15. Sitz des Erzbistums war Salamis. 401 fand unter Epiphanius ein Konzil in Salamis statt, auf dem die Lehren von Origenes verdammt wurden.
333 rebellierte der 330 eingesetzte Gouverneur Calocaerus gegen Kaiser Konstantin, er wurde jedoch durch Flavius Dalmatius geschlagen und in Tarsus hingerichtet. Bei der Teilung des Reiches 395 wurde die Insel dem Oströmischen Reich zugeschlagen.
Bereits 410 hatte sich Alexander von Antiochia bei Papst Innozenz I. beschwert, dass die Bischöfe der Insel ihre Bischöfe selber wählten, statt sie durch ihn ordinieren zu lassen. Auf dem Konzil von Ephesos 431 war die Zypriotisch-Orthodoxe Kirche der Insel durch Erzbischof Rheginus und die Bischöfe von Soloi und Curium vertreten und erhielt hier als erste die Autokephalie, also die Selbstverwaltung und Unabhängigkeit von den fünf Patriarchaten. Die Patriarchen von Antiochien scheinen das jedoch nicht akzeptiert zu haben, noch 488 versuchte Patriarch Petrus Kaiser Zenon zu überzeugen, dass Antiochien als apostolischen Bischofssitz die Oberhoheit über die Insel zustehe. Konstantinopel war aber offenbar nicht gewillt, den Einfluss der zweitreichsten Reichsprovinz Syrien und ihres mächtigen Patriarchen weiter anwachsen zu lassen. Die Begründung, die man zur Sicherung der Autokephalie der zypriotischen Kirche fand, spielt geschickt mit dem damaligen Heiligenkult. Danach hatte der Erzbischof Anthemios einen Traum, in dem ihm Barnabas persönlich mitteilte, wo seine Reliquien zu finden seien. In der Tat fand man in dem angegebenen Ort den Leichnam des Heiligen, eine vom Evangelisten Markus persönlich geschriebene Bibel auf der Brust. Anthemios eilte nach Konstantinopel und verehrte dem Kaiser die Bibel, worauf der Kaiser die Autokephalie von einer Synode bestätigen ließ. Außerdem verlieh er dem Erzbischof das ansonsten nur dem Kaiser zustehende Privileg, mit Purpurtinte unterschreiben zu dürfen. Die dem Erzbischof von Zypern gewährten Privilegien waren eine Ohrfeige besonders für die sich gerne als Herren ihrer Provinzen gerierenden Patriarchen von Syrien und Ägypten, hoben sie den Erzbischof von Zypern doch in eine politische Stellung gleich hinter den Kaiser und damit über jeden Patriarchen bzw. Provinzgouverneur.
Nachdem unter Justinian I. Eier des Seidenspinners aus China eingeschmuggelt worden waren, wurde Zypern zu einem Zentrum der Seidenherstellung. In einer Verwaltungsreform unter Justinian wurde Zypern aus der Diözese des Ostens ausgegliedert und erhielt einen Statthalter, der direkt dem Kaiser unterstand. Unter Kaiser Herakleios wurden auf Zypern kurzfristig auch Münzen geschlagen. Da der Ikonoklasmus auf der Insel nie durchgesetzt werden konnte, haben sich zahlreiche Wandmalereien aus dieser Zeit erhalten.

### Arabisch-byzantinisches Kondominium
Nach der Eroberung von Alexandria hatte Muʿāwiya I. auf Befehl des Kalifen ʿUthmān ibn ʿAffān mit dem Bau einer Flotte begonnen und im Sommer 649 griffen Freiwilligen-Truppen unter der persönlichen Führung von Muʿāwiya und Ubada ibn as-Samit von Akre aus mit 1700 Schiffen Salamis an. Die Stadt fiel nach einer kurzen Belagerung. Die Insel wurde durch Theodoros, den Bruder des Kaisers Herakleios mit den Resten der ägyptischen Armee verteidigt, sie konnten dem arabischen Angriff jedoch nicht standhalten. Die Insel wurde erobert und geplündert. Eine byzantinische Hilfsflotte kam zu spät.
Der arabische Historiker al-Baladhuri berichtet in seinem Werk Futuh al-Buldan mit Berufung auf Awza'i († 774 in Beirut), dass der Archon (praeses provinciae) von Zypern 649 einen Vertrag mit dem Kalifen aushandelte. Die Zyprer hatten einen jährlichen Tribut von 7200 Dinaren zu zahlen und die Araber über feindliche Aktionen der Byzantiner zu informieren. Laut Abu ‘Ubayd al-Qasim ben Sallam (770–838, Kitab al-amwal) hatten die Zyprer jährlich 7000 Dinare an Muʿāwiya zu entrichten, führten daneben aber weiterhin Steuern nach Konstantinopel ab. Während der ersten Welle der arabischen Eroberung versuchten scheinbar auch andere Provinzgouverneure, beispielsweise von Mesopotamien (Johannes Kateas, 637 n. Chr. in Chalkis) und Ägypten (Kyros), friedliche Regelungen mit Muʿāwiya auszuhandeln.
Zwischen 651 und 654 erfolgte ein zweiter Angriff, vielleicht, weil die Tributzahlungen ausblieben. Lapithos wurde erobert und eingenommen. Muʿāwiya etablierte eine starke Garnison auf der Insel, es scheint auch zu der Ansiedlung von Muslimen aus Syrien gekommen zu sein. Die Garnison wurde erst 683 abgezogen.
Kaiser Konstans II. hatte 659 ein Friedensabkommen mit Muʿāwiya geschlossen, nach dem dieser jährlich 365.000 Solidi, ein Pferd und einen Sklaven an Byzanz zahlte. Ab 662, als Muʿāwiya sich zum Kalifen erhob, scheinen jedoch keine Zahlungen mehr erfolgt zu sein. Kaiser Konstantin IV. schloss 685 ein ähnliches Abkommen mit dem Kalifen Abd al-Malik, darin wurde eine gemeinsame Kontrolle über Zypern, Armenien und Iberien (Kaukasien) im Kaukasus vereinbart. Die Insel wurde entmilitarisiert, die Steuereinnahmen geteilt, und der Kalif zahlte jährlich 365.000 Solidi an Byzanz. Ein Waffenstillstand für drei oder fünf Jahre wurde geschlossen, der nach Ablauf immer wieder erneuert wurde.
Justinian II. erneuerte das Abkommen 688. Zu ersten Schwierigkeiten mit Abd al-Malik kam es, als Justinian 690 begann, Bewohner von Zypern nach Kyzikos umzusiedeln. Er behauptete, sie stammten ursprünglich vom Balkan und aus Griechenland und seien vor den Bulgaren auf die Insel geflohen. Die Tatsache, dass die überlebenden Umsiedler nach einem Schiffbruch auf dem Transport nach Kyzikos am Marmarameer bzw. der neu gegründeten Stadt Nea Justinianoupolis nach Zypern zurückkehrten, spricht dafür, dass sie die Insel nicht freiwillig verlassen hatten. Andere Einwohner flohen nach Syrien, um der Umsiedlung zu entgehen. Der Kalif protestierte gegen die Deportationen. Als Justinian auf den Münzen, mit denen auch die arabischen Zahlungen zu erfolgen hatten, ein Bild Christi prägen ließ, kam es zum Krieg. Justinian verlor, weil seine zwangsumgesiedelten slawischen Truppen zu den Arabern überliefen. Vermutlich ist um diese Zeit ganz Zypern verloren gegangen. Das Konzil von Trullo musste sich 692 mit dem Verhältnis der umgesiedelten zypriotischen Geistlichen zur Kirchenhierarchie von Kyzikos beschäftigen und bestätigte die Autokephalie der zypriotischen Kirche. Erst unter Theodosios III. konnten die Umsiedler aus Nea Justinianopolis und die Flüchtlinge aus Syrien nach Zypern zurückkehren, und man kehrte zu dem alten Vertrag zurück. Kirchen wie die Basilika von Lythrankomi (Panagia Kanakaria), die Panagia-Kirche in Sycha und die Basiliken von Aphentrika wurden vermutlich nun wiederhergestellt. Während sich in der Kathedrale Panagia Limeniotissa in Paphos arabische Inschriften fanden, gehen also vermutlich nicht alle Zerstörungen auf die Omajaden zurück. Zu dieser Zeit entstanden die ersten Kirchenkuppeln auf der Insel, eine Bauweise, die auf dem Festland unter Justinian eingeführt worden war. A. Megaw hält St. Georg in Aphentrika für ein frühes zypriotisches Beispiel.
743, 806 und 912 fanden arabische Überfälle auf die Insel statt, weil der Vertrag gebrochen worden war. Unter Basileios I. wurde die Insel für sieben Jahre von Byzanz zurückerobert, ein eigenes Thema eingerichtet und Befestigungen erbaut. A. Megaw nimmt an, dass hierzu zum Beispiel die Burg in Saranda Kolones in Paphos gehörte. Nachdem der Status quo wiederhergestellt worden war und die Byzantiner ihre Truppen zurückzogen, zerstörten die Araber die vertragswidrigen Befestigungen.

### Zweite byzantinische Zeit
Der Patrikios Niketas Chalkutzes unternahm unter dem byzantinischen Kaiser Nikephoros II. Phokas 965 einen Feldzug nach Zypern, mit dem er die byzantinische Oberhoheit wiederherstellte. Außerdem unterwarf er das Emirat Tarsus an der gegenüberliegenden kleinasiatischen Küste und weitere Gebiete östlich davon, die er wieder in das byzantinische Reich eingliederte. Aus den eroberten Gebieten wurden alle Muslime ausgewiesen. Auf der Insel wurde eine byzantinische Garnison eingerichtet. 1042 rebellierte der Strategos Theophilos Erotikos auf Zypern gegen Kaiserin Zoe.
Überreste aus der Zeit der zweiten byzantinischen Herrschaft sind spärlich, sowohl was Bauwerke als auch, was sonstige Funde betrifft. Auch in der nunmehrigen Hauptstadt Lefkosia haben sich kaum Überreste erhalten. Nach Angaben von Anna Komnena scheinen Alexios I. und vermutlich auch andere komnenische Kaiser die Insel als Verbannungsort für „unzufriedene“ Adelige benutzt zu haben. Die Mehrzahl der Grundherren (Archontes) scheinen in Konstantinopel ansässig gewesen zu sein und die Insel selten oder nie persönlich aufgesucht zu haben.
1092 (oder 1094) rebellierten die Gouverneure von Kreta und Zypern gegen Kaiser Alexios I. Der Megas Doux Johannes Dukas warf zuerst den kretischen Aufstand nieder, der Anführer Karykes wurde auf die Nachricht von der Ankunft des byzantinischen Heeres von seinen Anhängern ermordet. Dukas segelte weiter nach Zypern und konnte Kyrenia ohne größeren Widerstand einnehmen. Rapsomates, der Anführer des zyprischen Aufstandes, wurde von einigen „Unsterblichen“ (Athanatoi) unterstützt, besaß jedoch nach dem Bericht von Anna Komnena keine militärische Erfahrung. Er verließ Lefkosia, das spätere Nikosia, und besetzte die Höhen des Pentadaktylos oberhalb von Kyrenia. Er vermied zunächst einen direkten Angriff und sandte mehrere Botschaften an Dukas. Seine Soldaten begannen überzulaufen, und als er die Schlacht suchte, verließen ihn weitere Einheiten. Daraufhin floh Rapsomates nach Nemesos, um sich nach Syrien einzuschiffen. Von Manuel Boutoumites verfolgt, flüchtete er sich schließlich in die Kirche zum Heiligen Kreuz, wo ihn Boutoumites gefangen nahm und vor Johannes Dukas brachte. Sein weiteres Schicksal ist unbekannt.
Angesichts des Vordringens der Seldschuken in Anatolien betrieb Alexios I. den Ausbau der Befestigungsanlagen auf der Insel; er unterhielt dort sogar einen ständigen Bautrupp. Unter anderem wurde die Burg von Kyrenia ausgebaut (die Kapelle des Heiligen Georg geht auf diesen Ausbau zurück), im Pentadaktylos wurden St. Hilarion, Buffavento und Kantara errichtet bzw. ausgebaut. Die Burgen fügen sich völlig in das Terrain ein und sind teilweise aus Ziegeln erbaut, ein Material, das hierfür zum ersten Mal Verwendung fand.
Alexios ernannte Eumathios Philokales zum Stratopedarchen und stellte ihm Truppen und Kriegsschiffe zur Verfügung, während der bürgerliche Kalliopares zum Richter und Steuereinnehmer ernannt wurde. Anscheinend geschah dies im Rahmen einer größeren Reorganisation der zypriotischen Verwaltung, vielleicht, weil die Bedeutung der Insel als Brückenkopf nach Kilikien und Syrien im Zuge des 1. Kreuzzuges nun größere Beachtung fand. Philokales scheint unter anderem die Ausmalung des Parekklesion der heiligen Dreieinigkeit im Kloster von St. Chrysostomos nördlich von Lefkosia in Auftrag gegeben zu haben. St. Nikolaus bei Kakopetria im Troodos ist eine der wenigen Kirchen, die sich aus dieser Zeit erhalten haben.
1098 wurde Zypern von Truppen des Bischofs von Pisa, die zur Unterstützung der Kreuzritter losgesegelt waren, aber von den Byzantinern in einer Seeschlacht zwischen Patara und Rhodos mit griechischem Feuer geschlagen worden waren, geplündert. Als der Stratopedarch Eumathios Philokales die Plünderer angriff, flohen die Schiffsbesatzungen zu Bohemund von Tarent nach Laodikea, die zurückgelassenen ertranken bei dem Versuch zu fliehen oder wurden gefangen genommen.
1153 unternahm Rainald von Chatillon, der zweite Gatte der Konstanze von Antiochien, einen Raubzug nach Zypern. Die Templer und Thoros II. von Kleinarmenien unternahmen derweil einen Feldzug gegen die byzantinischen Besitzungen in Kilikien, um die Byzantiner abzulenken. Das Geld für den Feldzug hatte Rainald von dem lateinischen Patriarchen von Antiochien Aimerich von Limoges (1139–1193) erpresst. Der Statthalter von Zypern, Johannes Dukas Komnenos, ein Neffe Kaiser Manuels, wurde durch eine Botschaft Balduins von Jerusalem gewarnt, konnte aber keine rechtzeitigen Gegenmaßnahmen mehr ergreifen. Nach einem anfänglichen Sieg der Byzantiner besetzten die fränkischen und armenischen Truppen die Insel ca. drei Wochen lang und plünderten sie gnadenlos aus. Johannes Komnenos und der Anführer seiner Truppen, Michael Branas, wurden gefangen genommen. Die Franken brandschatzten Städte und Klöster, töteten und vergewaltigten die Einwohner und raubten ihr Vieh. Als Gerüchte über eine kaiserliche Entsatztruppe laut wurden, zog sich Rainald nach Antiochien zurück, vorher hatte er die Zyprioten noch gezwungen, das geraubte Vieh zurückzukaufen. Rainald entführte Johannes Komnenos, Michael Branas und führende Bürger und Bischöfe nach Antiochien und hielt sie dort gefangen, bis Lösegeld gezahlt wurde. Andere ließ er verstümmeln und nach Konstantinopel schicken, was 1160 zu einem Einmarsch Kaiser Manuels I. in Antiochien führte.
Die Insel litt sehr unter dem Erdbeben von 1157. 1158 überfielen die Ägypter die Insel, ein Bruder des Statthalters wurde gefangen genommen. Eine kurze Phase der Unabhängigkeit hatte die Insel nach dem 1185 erfolgten Sturz der Komnenendynastie in Konstantinopel unter Isaak Komnenos, der sich zum Basileus (Griechisch für Kaiser und König) krönen ließ. Bereits Kaiser Johannes II. hatte aber erwogen, Zypern, Antiochien und einen Teil der anatolischen Südküste seinem jüngsten Sohn Manuel zu übergeben. Isaak brachte auch hochrangige Künstler auf die Insel, wie die Ausmalung der Kirche Panagia Arakiotissa bei Lagoudera im Troodos beweist. Sie wurde 1192 vollendet und ist ganz im hauptstädtischen Stil gehalten. Die Herrschaft von Isaak wurde 1192 durch die Kreuzritter unter Richard Plantagenet beendet.

## Kreuzritter und Königreich Zypern
Von 1192 bis 1489 stand die Insel unter der Herrschaft der Lateiner. Richard I. Löwenherz, der sich im Rahmen des Dritten Kreuzzugs auf dem Seeweg nach Akkon befand, hatte die Insel 1191 unterwegs erobert.

### Eroberung der Insel durch Richard Löwenherz
Richards Schwester Johanna und seine Braut Berengaria von Navarra waren nach einem Schiffbruch auf der Insel gestrandet, woraufhin Richard am 6. Mai 1191 bei Lemesos (Limassol) landete, angeblich um einer möglichen Gefangennahme seiner Angehörigen durch Isaak Komnenos zuvorzukommen. Isaak trat Richard gegenüber recht schroff und selbstbewusst auf, woraufhin Richard mit seinem überlegenen Kreuzritterheer die Insel kurzerhand eroberte. Richard kam dabei die Unterstützung der vornehmen Familien Zyperns zugute, die in den vergangenen sieben Jahren unter der Herrschaft Isaaks zu leiden gehabt hatten. Isaak wurde schließlich gefangen genommen und eingekerkert, bevor Richard seinen Kreuzzug ins Heilige Land fortsetzte. Bei der Eroberung von Kyrenia hatte Richard auch die zyprische Staatskasse erbeutet.
Ein Aufstand gegen die von ihm eingesetzten Verwalter Robert of Thornham und Richard de Camville wurde rasch niedergeworfen. Noch vor dem Fall von Akkon verkaufte Richard die Insel für 100.000 weiße Bézants an den Templer-Großmeister Robert de Sablé, der die Verwaltung der Insel Armand Bouchart übertrug. Ostern 1192 erhob sich die Bevölkerung gegen die neuen Herren. Im von den Templern Nikosia genannten Kallinikisis, dem ehemaligen Lefkosia, griff eine aufgebrachte Volksmenge die Garnison an und konnte nur mit Mühe zurückgeschlagen werden. Darauf gaben die Templer die Insel an Richard zurück, obwohl sie so ihre Anzahlung von 40.000 Bézants einbüßten. 1192 kaufte Guido von Lusignan, der Titularkönig von Jerusalem die Insel für 60.000 Bézants und herrschte seitdem als Cypri Dominus (Herr von Zypern), führte aber auch seinen König-Titel weiter. Richard entschädigte Guido mit Zypern dafür, dass er im verbliebenen Königreich Jerusalem die Krönung von Guidos Rivalen Konrad von Montferrat duldete. Richard konnte mit dem gesammelten Erlös vermutlich die Kosten für seine Feldzüge in Palästina bestreiten.

### Königreich Zypern
Nach Guidos Tod 1194 trat dessen Bruder Amalrich (Aimery) nach dem Verlust von Jaffa die Nachfolge als Herr von Zypern an. Er begann eine katholische Kirchenorganisation aufzubauen und erkannte 1196 Kaiser Heinrich VI. als seinen Lehnsherren an, womit er seine Position gegen den formellen Anspruch des byzantinischen Kaisers legitimierte. Heinrich erhob ihn zum König, wie vorher schon Leo I. von Kleinarmenien und baute damit seine Position im östlichen Mittelmeerraum aus. Sowohl Dietrich von Flandern, der Ehemann von Isaaks Tochter, als auch Graf Leopold VI. von Österreich, ein Vetter zweiten Grades von Isaak, erhoben Anspruch auf die Insel, aber ohne Erfolg. Byzantinische Versuche zur Wiedereroberung waren mehr als halbherzig.
Neben den Lusignans siedelten sich eine Reihe vor allem französischer katholischer Familien in Zypern an, die ihre Besitzungen im Heiligen Land verloren hatten. Das Haus Lusignan allein belehnte 300 Ritter und 200 nichtadlige Reiterführer (Sergeanten). Die griechischen Landbesitzer wurden dafür anscheinend weitgehend enteignet. In Famagusta, aber auch in Lefkosia und Limassol ließen sich zahlreiche Syrer nieder, die vor den Mamluken geflohen waren. In Lefkosia, Famagusta und Paphos waren Juden ansässig.
Das Land gehörte nun entweder direkt dem König, wurde von seinen Baronen als Lehen gehalten oder gehörte einem der Ritterorden. Besonders die Templer und Hospitaliter hatten ausgedehnte Besitzungen. Nur Katholiken konnten Lehen empfangen und Mitglieder der Gerichtshöfe (sowohl des Hochgerichts, Haute Court, als auch der cour des bourgeois und des cour des suriens) werden. Die königliche Kanzlei führte den Namen Syngriton (von griechisch sekreton, der Name der entsprechenden Einrichtung in Byzanz), hier scheinen vor allem Männer griechischer und syrischer Abstammung gearbeitet zu haben, die Einrichtung wurde also vermutlich relativ bruchlos aus byzantinischer Zeit übernommen. Es gab auf der Insel nur zwei größere Städte, Nikosia und Famagusta, sowie zwischen 760 und 850 Dörfer.
Eine Besonderheit des zyprischen Feudalismus war sein Urbanismus: Die meisten fränkischen Adeligen wohnten in Stadthäusern in Nikosia, nicht auf ihren Landgütern. Mitunter wurden auch griechische Adlige zum Ritter geschlagen, doch nur, wenn sie konvertiert waren. Erst im letzten Jahrhundert der Lusignan-Herrschaft scheint sich in der Oberschicht das Griechische mehr und mehr gegen das Französische durchgesetzt zu haben. Unter den letzten Lusignan-Königen siedelten sich vermehrt venezianische Adelige auf der Insel an bzw. erwarben hier großen Landbesitz. Die Corner gehörten bereits vor der Heirat Catherinas zu den größten Landbesitzern der Insel.
Die Güter der Adeligen und des Königs wurden gewöhnlich durch einen Bailli verwaltet oder verpachtet. Die Güter wurden meist nur für fünf Jahre verpachtet. Jedes einheimische Dorf hatte einen Catepan, der für die Ablieferung des Zehnten verantwortlich war. Die Einheimischen waren entweder freie Bauern, die das Land gepachtet hatten (Francomati), oder Leibeigene (Paroikoi), die an den Boden gebunden waren und 1/4 bis 1/3 der Ernte an den Grundbesitzer abführen mussten. Oft mussten sie zwei Tage in der Woche auf der Demesne, dem Gut des Grundherren auf der réserve Frondienste leisten. Manche Grundherren konnten zur Erntezeit zusätzliche Frondienste (Corvées) einfordern. Leibeigene konnten sich mit Erlaubnis des Königs freikaufen. Kinder von Leibeigenen wurden automatisch Leibeigene, auch wenn der andere Elternteil frei war. Sklaven, meist Muslime, wurden zur Landarbeit eingesetzt, besonders auf den Zuckerrohr- und Baumwollfeldern.
Katholische Klöster eigneten sich das Land der orthodoxen Kirche an, oder es wurde säkularisiert und als Lehen vergeben. In Nikosia wurde ein katholischer Erzbischof eingesetzt, mit Bischöfen in Famagusta, Paphos und Limassol, während 1196 die Zahl der orthodoxen Bischöfe von 14 auf vier herabgesetzt wurde (Chronique de Amadi). Sie wurden zu Ko-Adjutoren der lateinischen Bischöfe herabgesetzt, im Tagesgeschäft scheint jedoch eine Politik der Apartheid bestanden zu haben, und die Lateiner mischten sich nicht in die Seelsorge der orthodoxen Kirche ein, die allerdings kaum Mittel, zum Beispiel zum Kirchenbau besaß.
| Lateinische Diözese | Byzantinische Diözese                                                    |
| ------------------- | ------------------------------------------------------------------------ |
| Nikosia             | Nikosia, Soli, Tamassus, Tremetuscha, Kition, Kythrea, Kerynia, Lapithos |
| Famagusta           | Konstantia, Karpasia                                                     |
| Limassol            | Kurion, Amathous                                                         |
| Paphos              | Paphos, Arsinoe                                                          |

Es gab einige große Landbesitzer, die nicht dem Adel angehörten.
Die Maroniten und Armenier gehörten überwiegend dem bürgerlichen Stand. Die Maroniten („Syrer“) waren zusammen mit den Lusignans oder 1291 nach dem Fall von Akkon auf die Insel gekommen, sie sprachen Arabisch und hatten eine eigene Kirche, die zwar Rom unterstand, aber zum Beispiel die Priesterehe genehmigte. Vor der osmanischen Eroberung lebten sie vor allem in Famagusta. Die Armenier wanderten überwiegend nach 1322 ein und hatten ebenfalls eine eigene Kirche und behielten wohl auch ihre Sprache bei. Sie unterstanden der königlichen Gerichtsbarkeit. Das Königshaus und der Adel waren durch vielfältige Heiratsverbindungen mit Kleinarmenien verbunden.
Wie weit kommerzieller Anbau von Wein, Baumwolle und Zuckerrohr betrieben wurde, ist unklar. Besonders der Anbau von Zuckerrohr scheint in der Spätzeit des Königreiches zugenommen zu haben, war jedoch nur in den wasserreichen Ebenen der Mesouria und von Morphou möglich, während sonst der Johannisbrotbaum dominierte. Mc Neil setzt die Einrichtung großer Zuckerrohrplantagen um 1370 an, und es gibt Überlegungen, dass diese Monokulturen das Auftreten von Heuschreckenplagen, welche die Insel zwischen 1351 und 1915 heimsuchten, begünstigten.
Die Lusignan scheinen keine eigene Flotte unterhalten zu haben, sondern heuerten bei Bedarf italienische Seeleute an. Die Adeligen waren zu viermonatiger Heeresfolge verpflichtet, aber nur, wenn auch der König selbst im Felde stand.
Die Könige von Zypern galten ihren Zeitgenossen oft als verweichlicht und dekadent. Benvenuto da Imola behauptet, sie überträfen „alle andern Könige und Völker der Christenheit in ihrem Übermaß an Luxus, Völlerei, Verweichlichung, und in allen Arten der Unmäßigkeit.“
Nach 1204 unternahm Walter von Montbéliard, der Regent von Zypern, Angriffe auf Satalia und Rhodos, die jedoch erfolglos blieben. 1208 wurde der Republik Genua Handelskonzessionen eingeräumt. Ende des 13. Jahrhunderts schlossen die Rum-Seldschuken einen Friedensvertrag mit Hugo I. ab, der erst 1292 durch einen zyprischen Angriff auf Alaya gebrochen wurde. Es scheint aber weiterhin Handelsbeziehungen gegeben zu haben. Die wichtigsten Häfen waren Satalia und Alaya.

#### Friedrich II. und kaiserliche Statthalter
König Hugo I. starb im Januar 1218 in Tripolis. Er hinterließ die Töchter Maria und Isabella und einen acht Monate alten Sohn, den zukünftigen König Heinrich I. Seine Witwe, Alice von Jerusalem-Champagne, ernannte Philipp von Ibelin zum Regenten, was sie jedoch bald bereuen sollte.
1228 hatte sich Kaiser Friedrich II. auf einen Kreuzzug in den Osten begeben, um die Verhältnisse im Königreich Jerusalem zu ordnen. Er setzte auf Zypern 1229 fünf Baillis als Regenten ein, Amalrich Barlais, Amaury von Bethsan, Hugo von Gibelet, Wilhelm von Rivet und Gauvin Cheneché. Die mächtige Familie Ibelin war jedoch nicht bereit, sie anzuerkennen und versuchte, weiter im Namen des minderjährigen Königs zu regieren. Schließlich kam es zu einem Bürgerkrieg, den die Lusignans für sich entscheiden konnten. In den Unruhen erlitten 1231 dreizehn griechische Priester das Martyrium, weil sie sich weigerten, das Abendmahl nach lateinischem Ritus zu vollziehen. In der Schlacht bei Agridi wurde die Armee der kaiserlichen Statthalter geschlagen, Kyrenia fiel 1233 nach längerer Belagerung. Die Besatzung unter Philip Chenard konnte nach Syrien abziehen.
1248/49 überwinterte Ludwig der Heilige, der sich im Rahmen des Sechsten Kreuzzugs auf dem Weg nach Ägypten befand, auf Zypern.
1269 wurden die Könige von Zypern wieder Könige von Jerusalem, ein Titel, den sie auch weiterführten, nachdem das Königreich Jerusalem 1291 endgültig von den Mamluken erobert und zerschlagen worden war.

#### Mamlukischer Invasionsversuch
Als sich 1271 der Kreuzzug des Prinzen Eduard zusammen mit dem zypriotischen Hauptheer im Heiligen Land befand und dort im Mai Tripolis entsetzt hatte, griff der Mamlukensultan Baibars im Juli 1271 mit 17 Schiffen Limassol an, während sich die Streitmacht von König Hugo III. in Akkon befand. Elf Schiffe liefen jedoch auf ein Riff und fielen den Zyprioten in die Hände, wonach der Angriff abgebrochen wurde. 1800 Männer wurden gefangen genommen.
Weitere mamelukische Angriffe wurden hin und wieder befürchtet, fanden aber nie statt. Stattdessen zerstörten die Mamluken nach und nach nahezu alle der alten Seestädte an der syrischen Küste. Da Ägypten über keine für den Schiffbau geeigneten Holzbestände verfügte und die Seefahrt insgesamt keinen hohen Status besaß, waren maritime Unternehmungen der Mamluken selten.

#### Nach dem Fall Akkons
Als 1291 mit Akkon die letzte bedeutsame Festungsstadt der Franken im Heiligen Land an die Mamluken fiel, flüchteten sich die meisten Überlebenden nach Zypern, deren Versorgung ein Problem war. Der Hospitaliterorden (auch Johanniter genannt) richtete Kommandanturen auf der Insel ein und versuchte, die Autorität des Königs Heinrich II. zu untergraben; nach fortwährenden Konflikten eroberten die Ordensritter schließlich 1309 Rhodos, wo sie eine eigenständige Herrschaft errichteten. Heinrich II. räumte Pisa und Barcelona Handelsprivilegien ein, was die Genueser erboste, die um ihre traditionelle Vorherrschaft bangten. 1296 verlieh Papst Bonifatius VIII. in einer Bulle den Templern Steuerbefreiung für den Transport von Waren von und nach Zypern.
Ab 1320 begannen die Ghazi-Emirate Anatoliens eigene Flotten auszurüsten, die besonders die Seefahrt zwischen Rhodos und Zypern zu kontrollieren suchten.
Unter Hugo IV. schloss Zypern mit Venedig, dem Papst und den Hospitalitern 1334 eine heilige Union, die das weitere Vordringen der Türken in Kleinasien aufhalten sollte. Um 1337 scheinen Alaya, Siq, Anemurium und Satalya in zyprischer Hand gewesen zu sein. 1344 wurde Smyrna durch eine Kreuzzugsliga erobert und blieb bis 1402 in der Hand der Hospitaliter.
Im Jahr 1348 wurde die Insel von der Pest heimgesucht, 1351 von einer Heuschreckenplage.

#### Kreuzzug gegen Alexandria
Unter Hugos Nachfolger Peter I. (1359–1369) versuchten die Lusignans, selbst Stellungen auf dem Festland zu übernehmen und eroberten 1344 Satalia und Korykos auf dem Gebiet des Emirs von Tekke. Sie belegten sie mit einer Garnison, die 1361, 1362 und 1370 türkische Angriffe zurückschlagen konnte. Korykos blieb sogar bis 1448 in zyprischer Hand. 1362–1365 unternahm Peter eine große Europareise, um für einen Kreuzzug gegen die Mamluken zu werben. Er besuchte unter anderem Venedig, Genua, Avignon, Paris, London, Prag, Krakau und Wien. Obwohl das Interesse der Binneneuropäer gering war, gelang es ihm doch ein großes Heer aufzustellen. Mit diesem Heer und einer Flotte von 115 Schiffen, die von Venedig, den Johannitern und Peter gestellt worden waren, überfiel er 1365 Alexandria. Die Stadt wurde geplündert, auch die Niederlassungen der europäischen Handelsrivalen von Venedig, ein Teil der Einwohner massakriert und 5000 Menschen als Sklaven verschleppt. Um die Beute abzutransportieren, wurden 70 Lastschiffe benötigt. Danach kehrte die Flotte nach Limassol zurück und löste sich auf. Dauerhafte militärische Erfolge wurden nicht erzielt, wenn auch 1366 und 1367 weitere Überfälle auf die syrische Küste stattfanden (Ayas, Tripolis und Beirut). Venedig und Genua scheinen Peter schließlich gezwungen zu haben, Frieden zu schließen, um ihre Handelsinteressen in Ägypten wieder wahrnehmen zu können.
Die militärischen Unternehmungen des Königs hatten die Finanzen der Insel schwer belastet, die Barone wurden zunehmend aufsässig, auch die Brüder und die Gemahlin des Königs, Eleonore von Aragon, wurden der Verschwörung verdächtigt. Im Januar 1369 wurde der König mit seiner Geliebten Johanna l’Aleman durch Johannes von Gaurelle, Heinrich von Gibelet und Philip von Ibelin im Schlaf überrascht, entmannt und enthauptet.

### Niedergang des Königreiches und genuesisches Protektorat
Unter seinem 15-jährigen Sohn Peter II. (1369–1382), der 1372 in Ammochostos zum König gekrönt wurde, setzte der Niedergang der Lusignans ein. Die Insel wurde zum Zankapfel zwischen den Genuesen und Venezianern, die immer mehr die Macht an sich rissen. Peter trat Satalya an die Türken ab, vielleicht in der Hoffnung, hier Verbündete gegen die Genuesen zu finden. Genua besaß seit 1208 Handelskonzessionen auf der Insel, Venedig seit 1306 (s. Venezianische Kolonien – Zypern). Die Handelsniederlassungen in den Küstenstädten und in Lefkosia waren quasi exterritoriale Gebiete, die von dem genuesischen Podestà und dem venezianischen Bailò regiert wurden, die sich zunehmend in die inneren Angelegenheiten des Königreiches einmischten. In Famagusta brachen Straßenkämpfe zwischen den Venezianern und Genuesen aus. Daraufhin besetzte ein Geschwader unter Pietro di Campofregoso 1374 Famagusta und verlangte hohe Reparationen sowie einen jährlichen Tribut. Fast ein Jahrhundert lang blieb Zypern danach genuesisches Protektorat. Die Maona Cypri, eine Gesellschaft genuesischer Bankiers, kontrollierte de facto die Insel; Ammochostos war von Jakob I. offiziell an Genua abgetreten worden. Wie Münzfunde beweisen, wurde der Silbergehalt der Münzen stark herabgesetzt, und die Münzprägung insgesamt ging stark zurück, ein Anzeichen dafür, wie viel Geld nach Westen abfloss. Peter erhob eine Anzahl griechischer Bauern in den bürgerlichen Stand, um die Steuereinnahmen zu verbessern.
1383 scheint sich Genua sogar mit Ibrahim I. von Karaman gegen Peter II. verbündet zu haben; es kam jedoch nie zu einem türkischen Angriff. Seit ca. 1400 sind muslimische Sklaven auf der Insel belegt. Einige der Sklaven wurden zwangsgetauft, andere scheinen aber ihren Glauben behalten zu haben. 1411 ist eine weitere Heuschreckenplage belegt, die drei Jahre andauerte und eine Hungersnot auslöste. König Janus ordnete schließlich an, Eier und frisch geschlüpfte Insekten zu sammeln und in Gruben zu vergraben, was wirksam gewesen zu sein scheint; das nächste Massenauftreten ist erst wieder für 1423 belegt.

#### Niederlage gegen Mamluken

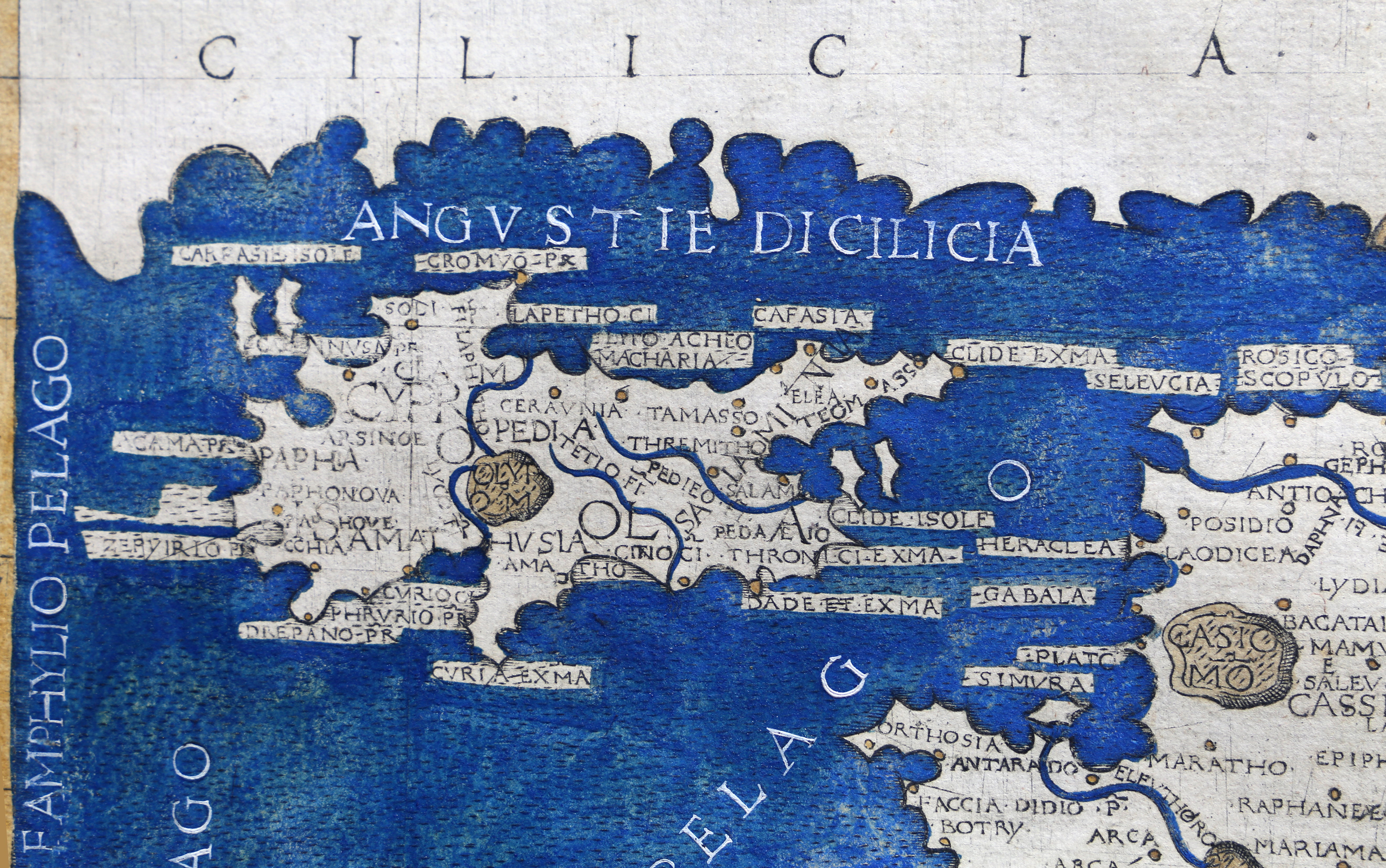
Zypern auf einer Landkarte (1482)

1425 konnten die Mamluken in die Burg von Limassol eindringen, nachdem ihnen muslimische Sklaven die Tore geöffnet hatten. Um die zunehmende christliche Seeräuberei, besonders durch Katalanen, die in Zypern ihre Basen hatten, zu bekämpfen, landete 1426 eine mamlukische Einheit in Avmediou. Die Truppen von König Janus wurden bei Khirokitia vernichtend geschlagen, Limassol, Lefkosia und die königliche Burg von Potamia im Bezirk von Nikosia geplündert und zahlreiche Gefangene gemacht. König Janus schwor Sultan Barsbay (1422–1438) in Kairo öffentlich den Vasalleneid. Gegen 200.000 Florin Lösegeld und eine jährliche Tributverpflichtung wurde er freigelassen.
Die Insel war wirtschaftlich geschwächt, Venedig verhängte einen Handelsboykott. Ab 1427 kam es zu Bauernaufständen unter einem Kaiser Alexios. 1438 brach zudem die Pest aus.
Unter Johann II. und seiner Frau Helena Palaiologina, der Tochter des byzantinischen Despoten Theodor II. Palaiologos und Nichte von Kaiser Johannes VIII. Palaiologos (1425–1448), näherten sich die lateinischen Herrscher stärker der Religion und der Kultur ihrer griechischen Untertanen. Nach dem Fall von Konstantinopel 1453 siedelte eine Reihe von byzantinischen Flüchtlingen auf der Insel, eine Reihe aristokratischer Namen ist zum ersten Mal nachgewiesen. Es scheint, dass es nun auch Griechen möglich wurde, Landbesitz zu erwerben.

#### Bürgerkrieg und Machtübernahme Venedigs

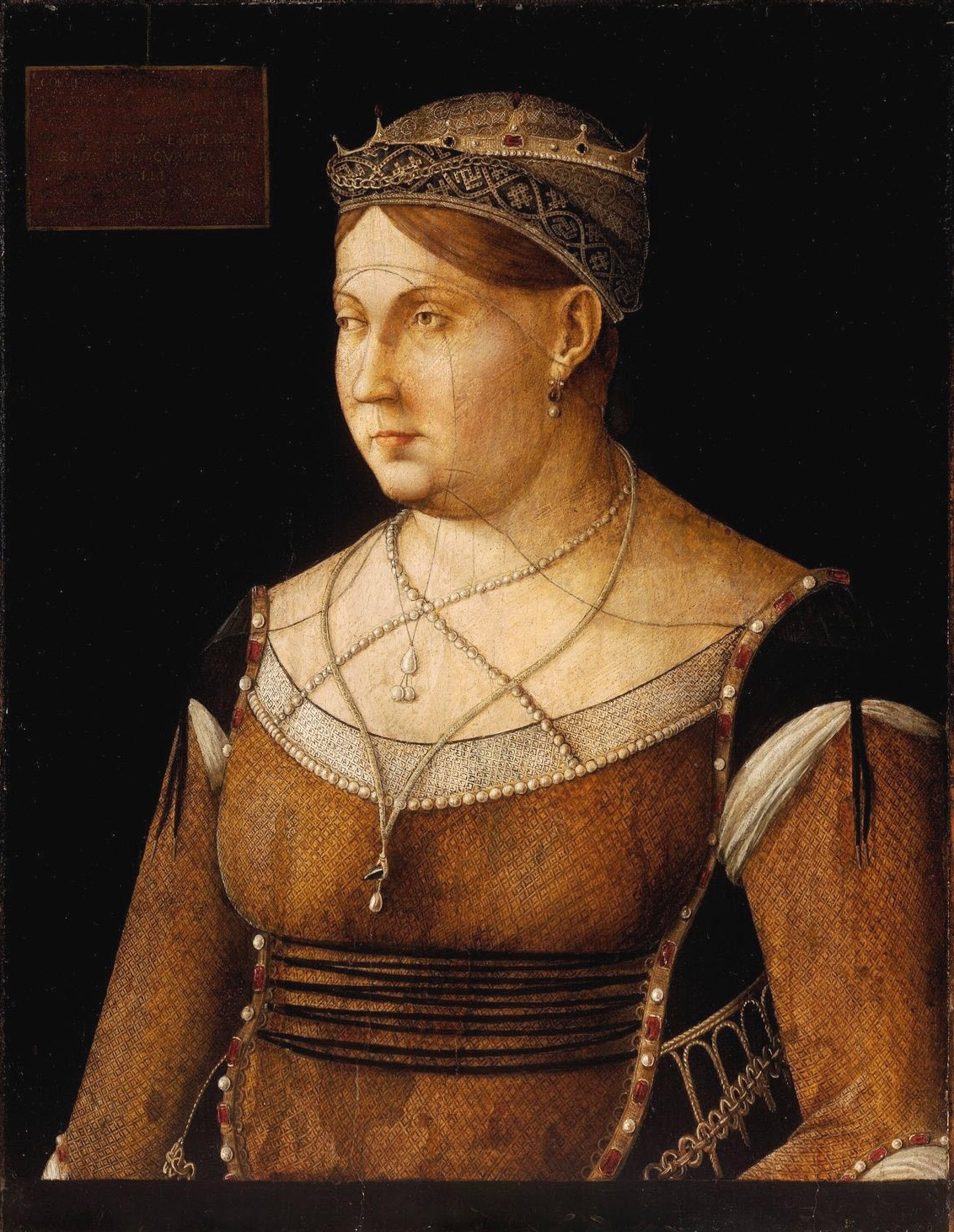
Caterina Corner

Nachfolgerin Johanns II. wurde nach dessen Tod 1458 dessen Tochter Carlotta, die 1459 Louis von Savoyen, Graf von Genf, heiratete. Ihr Thronanspruch wurde von ihrem Halbbruder Jakob II., dem Erzbischof von Nikosia, einem Sohn von Johann II. und seiner Mätresse Mariette von Patras angefochten, wobei ihn der mamlukische Sultan von Ägypten unterstützte. Er brach 1460 den Widerstand der Barone und nahm 1464 mit Hilfe ägyptischer Truppen sowie spanischer und sizilianischer Söldner Kyrenia und Famagusta ein. Venedig hatte seine Unternehmungen großzügig finanziert, wohl deshalb, um den alten Rivalen Genua auszuschalten. Königin Charlotta starb 1487 kinderlos und verbannt in Rom. Der Titularanspruch auf die Krone von Jerusalem und Kleinarmenien fiel an das Haus Savoyen.
Jakob II. heiratete 1473 die Venezianerin Caterina Cornaro, deren Familie seit langem ausgedehnten Besitz auf Zypern hatte. Kurz nach der Hochzeit starb Jakob unter mysteriösen Umständen; möglicherweise wurde er vergiftet. Jakobs posthum geborener Sohn Jakob III. starb 1473 ebenfalls. Königin Katharina Cornaro war damit Regentin von Zypern. Ein angeblich geplanter Aufstand der spanischen Gefolgsleute Jakobs II., der den übergroßen Einfluss der venezianischen Berater auf die Königin verhindern sollte, wurde durch Intervention des venezianischen Dogen Pietro Mocenigo grausam unterdrückt. Katharina Cornaro sah sich schließlich 1489 genötigt, das Königreich an die Republik Venedig abzutreten.

## Venezianische Herrschaft
1488 schickte der Rat der Zehn Catharinas Bruder Giorgio Cornario nach Zypern, einen der reichsten Männer Venedigs. Da die Venezianer eine Heirat Catharinas mit einem Mitglied des Herrscherhauses von Neapel (Aragon) befürchteten, sollte er seine Schwester überreden, zugunsten der Republik abzudanken. Im Februar 1489 verzichtete Katharina Cornaro auf die Kronen von Zypern, Kleinarmenien und Jerusalem, Francesco Priuli übernahm die Verwaltung. Zypern gehörte bis 1570 zur Republik Venedig, musste aber weiterhin Tribut an Ägypten entrichten. Die Insel wurde von Nikosia aus durch die sogenannten Rettori verwaltet, einem Gouverneur und zwei Senatoren, die für jeweils zwei Jahre gewählt wurden und unter enger Kontrolle durch den Rat der Zehn standen. Ihnen unterstand auch die Halsgerichtsbarkeit und die Besteuerung. Nur die Ämter der Vicomtes von Famagusta und Nikosia waren Zyprioten vorbehalten, ihre Besetzung musste meist durch Geschenke oder „Kredite“ an die Signoria erkauft werden. 1510 zahlte Efgenios Singriticus, Bruder des Statthalters von Limassol 2000 Dukaten, um diesen Rang zu erhalten, 1515 weitere 5000 Dukaten.

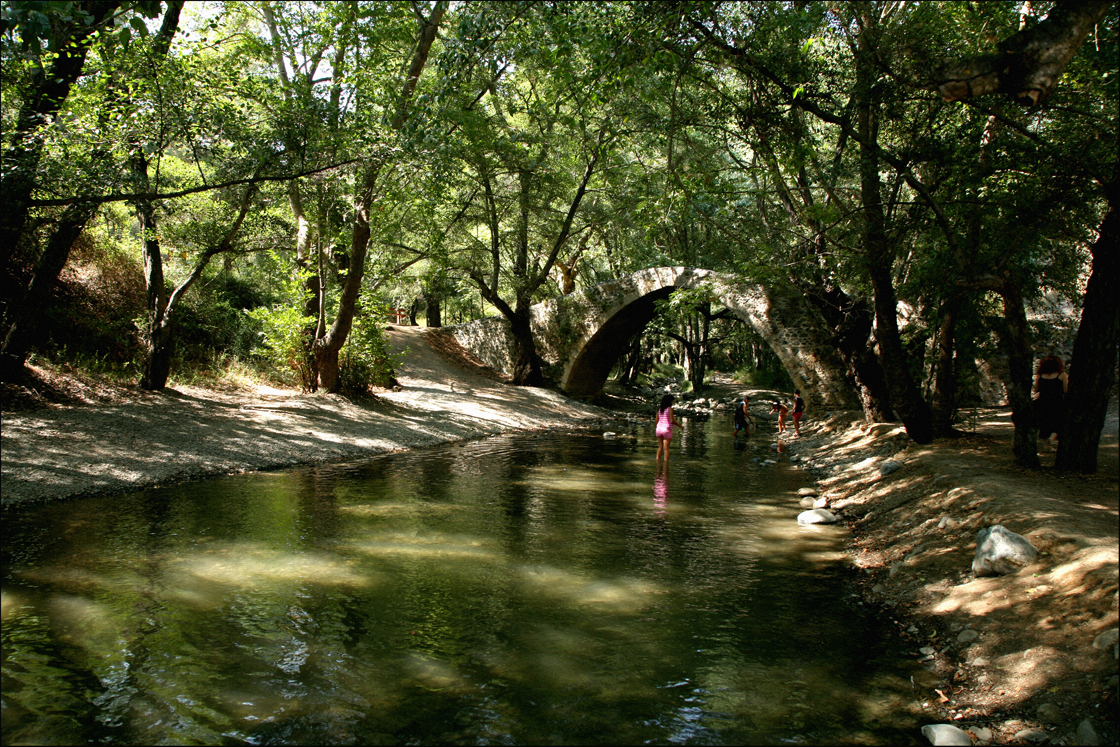
Venezianische Brücke über den Tzielefos (bei Paphos)

In venezianischer Zeit gab es ca. zehn adelige Familien griechischer Abstammung auf der Insel, darunter die Podokataros, Kontostefanos, Sozomenos, Boustron, Singriticus, Laskarios und Paleologos. Manche gingen auf die byzantinische Nobilität zurück, andere scheinen unter den Lusignans und den Venezianern aus dem Beamtenstand aufgestiegen zu sein.
Der fränkische Adel besaß keinerlei politische Macht mehr, der 'Große Rat’ der Insel war faktisch bedeutungslos. Nach einer Rangliste von 1544 hatten die Grafen von Jaffa und Karpas, venezianische Adelige, die höchste Stellung unter den Adligen der Insel inne, gefolgt von der griechischen Familie Syngritikus als Grafen von Rocca als Nachfolger der 1503 ausgestorbenen fränkischen Familie Grinier (Grenier) und die fränkische Familie de Nores als Grafen von Tripolis. Der Unterschied zwischen dem alten, fränkischen Adel und dem venezianischen Amtsadel blieb bis zur Eroberung der Insel bestehen.
Die orthodoxe Kirche erhielt nun volle Religionsfreiheit. Durch wirtschaftliche Ausbeutung und korrupte Verwaltung und Gerichtsbarkeit machten sich die Venezianer jedoch bei der Landbevölkerung verhasst. 1508 schrieb der Österreicher Martin von Baumgarten, der die Insel im Frühjahr 1507 besucht hatte: „Alle Einwohner sind Sklaven der Venetianer“ und beschreibt die schwere Abgabenlast, die von zwei Tagen Fronarbeit pro Woche begleitet war. Der Anbau von Zuckerrohr wurde zunehmend durch Baumwolle ersetzt, doch machten mehrere Dürreperioden der Landwirtschaft zu schaffen und führten zu Hungerunruhen. Die Landwirtschaft litt unter wiederholten Heuschreckenplagen, vermutlich wirkten sich jedoch auch die Monokulturen negativ aus. 1511 mussten große Mengen Getreide aus Syrien eingeführt werden, um eine Hungersnot abzuwenden. 1521 wurden francomati und parici durch den Statthalter verpflichtet, bestimmte Mengen an Heuschrecken-Eiern einzusammeln und abzuliefern. Die Bestimmung wurde aber nicht dauernd durchgesetzt, vermutlich auch wegen des Widerstandes der Bauern; das Problem bestand deshalb fort. Im Jahr 1542 kam es auf der Insel zu einem Erdbeben, ein weiteres folgte 1556.

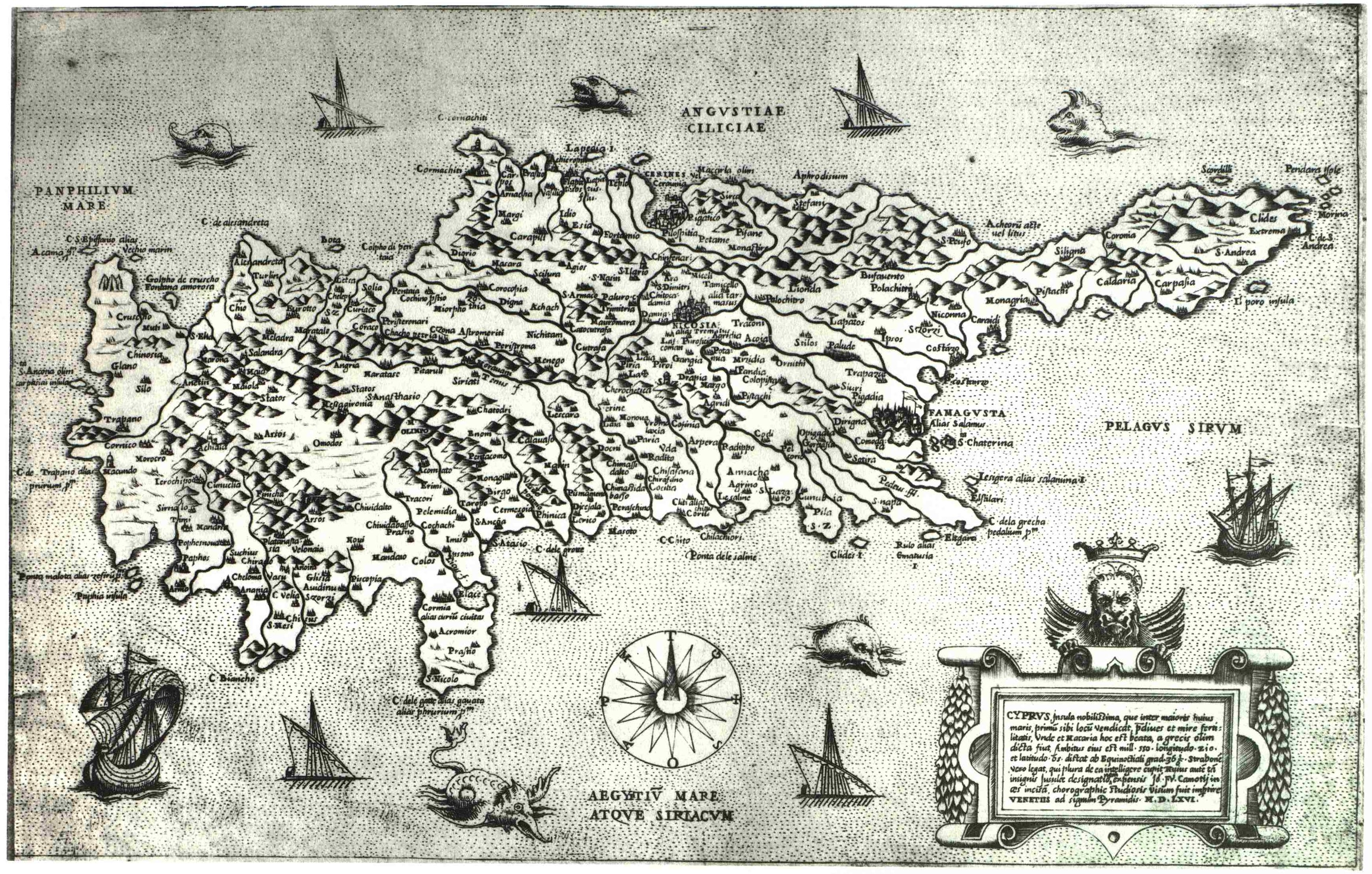
Karte Zyperns. Kupferstich von Giovanni Francesco Camocio, 1566

Im späten 15. und frühen 16. Jahrhundert führte die zunehmende osmanische Bedrohung dazu, dass die Venezianer die Beziehungen zur einheimischen orthodoxen Oberschicht zu verbessern suchten, nicht nur auf Zypern, sondern vor allem auf Kreta. Die Bevölkerung stand der venezianischen Herrschaft aber weiterhin überwiegend feindlich gegenüber, Einige Familien, besonders die aus dem Amtsadel hervorgegangenen Syngritico, benutzten ihren Reichtum aus Landwirtschaft und Handel, um sich in Ämter und Titel einzukaufen. Efgenios (Zeno) Singriticus galt in den 1520er Jahren als der reichste Mann Zyperns. Es kam auch zum Übertritt zur katholischen Kirche. So waren die Griechen Livio und Caesae Podokataro im 16. Jahrhundert lateinische Bischöfe von Nikosia.
Das Regno di Cipro das zwischen 1510 und 1521 zusammengestellt wurde, führt alle Vogteien (baliazzi) und Gutshöfe (casali) der Krone auf und ist ein wichtiges Dokument für die Bevölkerungsgeschichte der Insel. 1563 berichtet Elia von Pesaro, dass nur in Famagusta Juden ansässig waren. Aus Nikosia waren sie durch Angriffe zur Osterzeit allesamt vertrieben worden.
Die Sozialstruktur in den ländlichen Gebieten veränderte sich vom späten Byzanz bis zu den Venezianern mit Blick auf Staatlichkeit und Vasallität zwar sehr stark, jedoch blieb die Hauptmasse der Bevölkerung im Status der beinahe unauflösbaren Bindung an das Land. Diese Landleute wurden mit der Bezeichnung villanus oder villain, servus oder pagus, aber auch parico (vom griechischen πάροικος) belegt, und befanden sich rechtlich zwischen den Sklaven und den freien Landleuten, den francomati oder contadini. Dabei betonte servus die persönliche Unfreiheit, damit eine Nähe zur Sklaverei, pagus verband den Betroffenen mit der Landarbeit, villanus betonte die Bindung an den Boden; der parico jedoch hatte Aussicht, sich aus der Abhängigkeit vom Landherrn und der Bindung an den Boden zu befreien.
Unter Jakob Didaskalos aus Nikosia empörten sich Landbewohner gegen Venedig und betrieben die Übergabe der Insel an die Osmanen, weil sie grausam und schlecht behandelt worden seien. 1561 reduzierte Venedig die Abgaben der parici, die mehr als 25 Jahre gearbeitet hatten, und schaffte sie für über 60-Jährige ganz ab. Auch erhielten sie Erbrechte.
Vertreter der vielleicht 70.000 parici – bei einer seit Beginn der venezianischen Herrschaft auf 190.000 Einwohner verdoppelten Bevölkerung – konnten sich erstmals im August 1569 direkt in Venedig beschweren; sie wiesen darauf hin, dass zahllose Landleute zu den Türken flohen. Um dies zu verhindern, erklärte Venedig am 2. Juli 1570 alle parici für frei. Trotzdem stellten sich zahlreiche Dörfer auf die osmanische Seite, die ihnen Freiheit versprach.
Die Tradition wenn auch unregelmäßiger Berichte der Amtsträger reicht bis in byzantinische Zeit zurück. Venedig wurde durch einen bailo oder civitano repräsentiert, der aus „altem“ zypriotischem Geschlecht stammen musste, während die besonders wichtigen Positionen Zyperns weiterhin durch Venezianer besetzt wurden. Als 1536 der capitano Leonardo Venier mit Nikosia in Streit geriet, sperrte er kurzerhand die Versorgung aus dem Norden, so dass man dort über Zustände wie bei einer Belagerung klagte. Um den Nord-Süd-Handel auf der Insel zu ermöglichen, war eine Reihe von Brücken errichtet worden, wie etwa die Brücke von Roudia.
 Siehe auch 
- Wirtschaftsgeschichte der Republik Venedig
- Venezianische Kolonien

## Osmanische Zeit

### Eroberung durch das Osmanische Reich

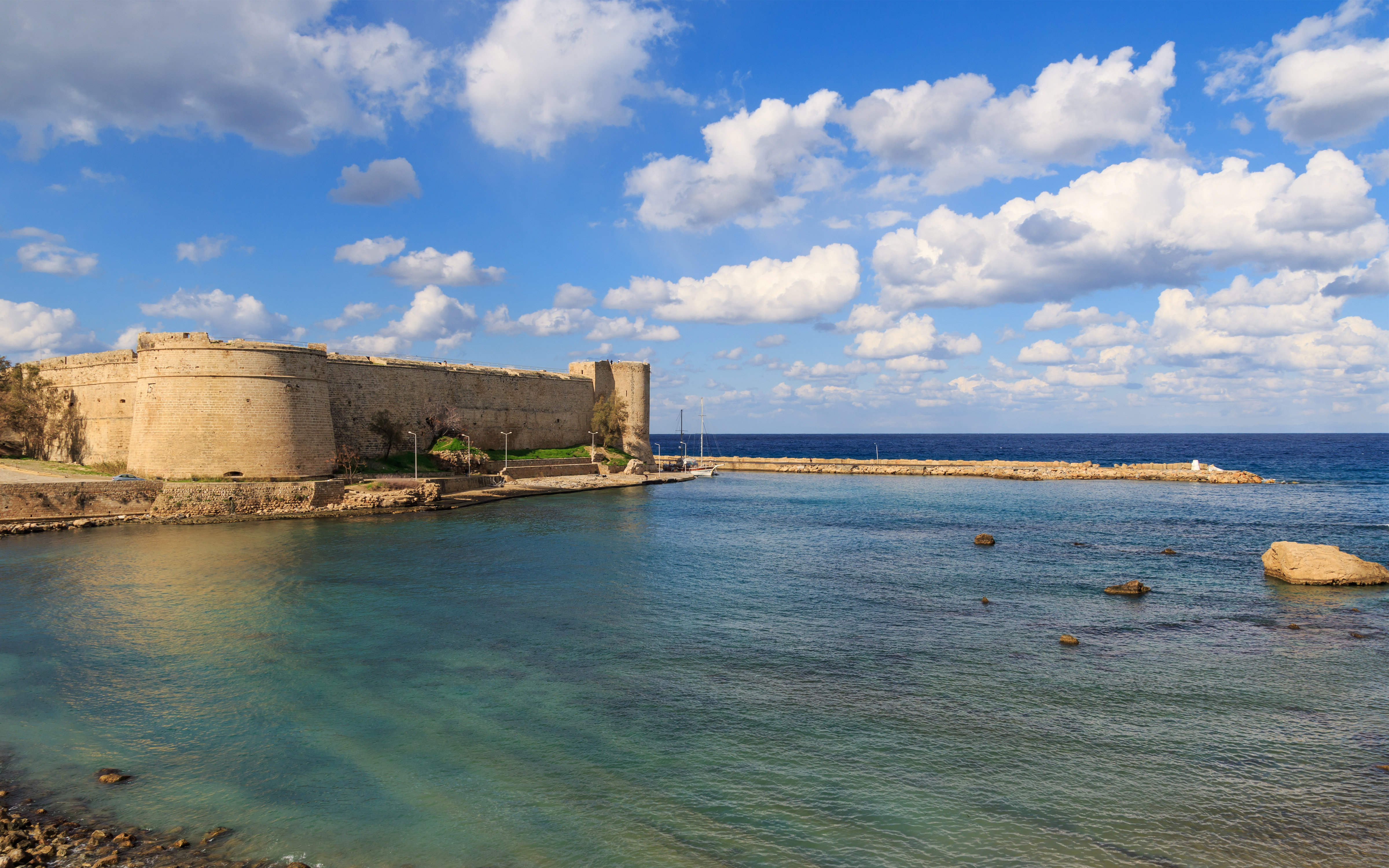
Befestigung Kyrenias

Nachdem die Mamelukken 1516/17 von Selim I. unterworfen worden waren, entrichtete Venedig jährlich 8000 Dukaten Tribut an die Hohe Pforte. Ein türkischer Angriff war jedoch nach dem Verlust von Nauplia und Monemvasia zu erwarten, auch wenn sich Venedig durch seine Neutralität bei der Belagerung von Rhodos zunächst weitere Friedensjahre erkauft hatte. Ab 1540 wurden die Befestigungen von Nikosia, Kyrenia und Ammochostos (Famagusta) erneuert, die byzantinischen bzw. Lusignan-Bergfestungen von Buffavento, St. Hilarion und Kantara dagegen ebenso wie die Hafenbefestigungen in Paphos und Limassol geschleift. Der venezianische Renegat Joseph Nasi, 1553 in Venedig in Abwesenheit zum Tode verurteilt worden, ein wichtiger Ratgeber von Selim II., riet wiederholt zur Eroberung der Insel. 1568 erschien eine türkische Flotte vor Famagusta, zog aber ab, ohne dass es zu einem Angriff kam.
März 1570 wurden die Venezianer durch einen türkischen Gesandten zur Übergabe aufgefordert. Anfang Juli landeten Admiral Piyale Pascha und General Lala Kara Mustafa Pascha mit 360 Galeeren auf der Insel. Die Osmanen belagerten Nikosia mit 50.000 Mann. Venedig hatte seit Januar 1570 Unterstützung gesucht, aber erst Ende August 1570 sammelte die Heiligen Liga unter Giovanni Andrea (Giannandrea) Doria, einem Großneffen von Andrea Doria, eine Flotte auf Kreta. Deren Abfahrt verzögerte sich jedoch durch die Intervention von Philipp II. ständig. Nach dem Fall von Nikosia zog sich die Flotte wieder zurück. Nur eine kleine Abteilung erreichte im Januar 1571 das belagerte Famagusta.
In diesem Jahr fiel das stark, aber strategisch unklug befestigte Famagusta nach elfmonatiger Belagerung. Der venezianische Statthalter von Zypern, Marcantonio Bragadin, wurde von Mustafa Pascha mehrere Tage lang gefoltert und danach getötet; man schnitt ihm Ohren und Nase ab und häutete ihn bei lebendigem Leib. Mustafa warf ihm vor, er habe die sehr großzügigen Kapitulationsbedingungen verletzt, insbesondere hatte er muslimische Pilger exekutiert, die in der Stadt gefangen waren und deren Freilassung ausdrücklich festgelegt worden war. Kyrenia ergab sich, nachdem Efgenios (Zeh no der jüngere) Synglitico, Graf von Rocca, der Anführer der Venezianischen Truppen, mit seinem Bruder Tommaso, dem Visconte von Nikosia, getötet worden war. Pietro Paolo Synglitico hatte versucht, den Widerstand in den Bergen zu organisieren, Iehan Synglitico einen Angriff auf die Türken im Gebiet von Paphos. Beide ergaben sich nach dem Fall von Nikosia. Das flache Land wurde kampflos besetzt. Gelegentlich, wie in Lefkara, wurden die Türken als Befreier begrüßt. Im Gebiet von Paphos kämpften unter der Führung von Iehan Synglitico auch Bauern gegen die Türken, was dem Chronisten Andrea Calepio einer besonderen Erwähnung wert war.
Mitglieder der Familien der Sozomenos, Podocataros und Synglitico fanden nach dem Fall der Insel auf venezianischem Gebiet Zuflucht. Manche Familienmitglieder wurden auch aus osmanischer Gefangenschaft freigekauft und begaben sich nach Venedig. Sie konvertierten zum Katholizismus und wurden bald in die italienische Gesellschaft integriert. Alessandro Synglitico, zum Beispiel, wurde 1591 Sindaco der Universität Padua.

### Osmanische Herrschaft

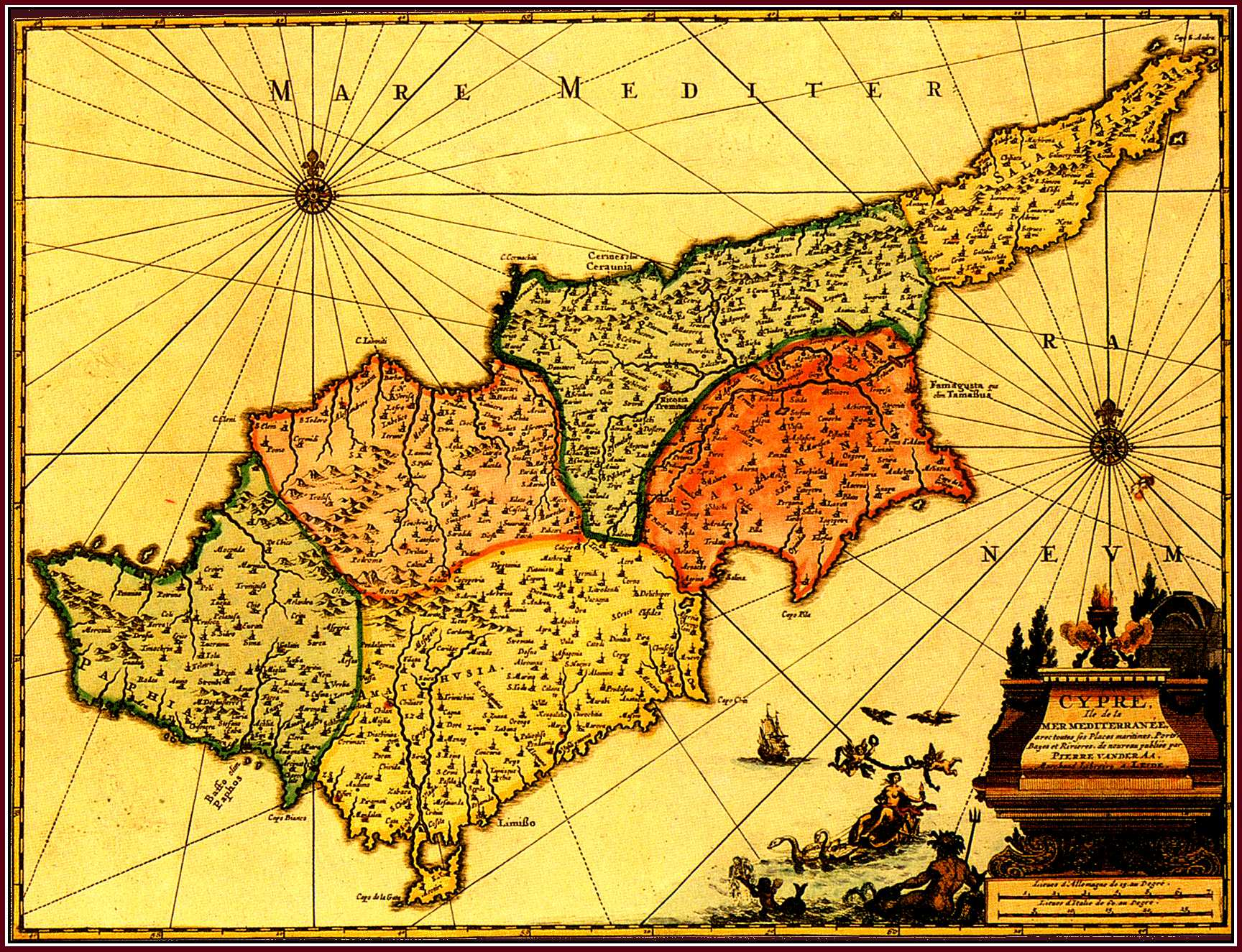
Zypern Anfang des 18. Jahrhunderts

Am 7. März 1573 erkannte Venedig in einem Vertrag die Abtretung Zyperns an das Osmanische Reich an. Zypern war damit von 1571 bis 1878 Teil des Osmanischen Reiches als Vilayet Kıbrıs. Gouverneur war jeweils der Kapudan paşa (Oberbefehlshaber der Marine), ein Mitglied des Dīwāns, das auch Rhodos und Kreta verwaltete.
Viele Offiziere (sıpahis) des osmanischen Heeres, das die Insel erobert hatte, ließen sich hier nieder, meist auf dem Lande. Sie waren für die Eintreibung der Steuern verantwortlich. Regierungssitz wurde Lefkosia, hier siedelte sich die Administration an. Die Bauern wurden befreit. Sie konnten weiter ihre Felder bewirtschaften, hatten aber, wie bisher, Steuern zu zahlen. Sie hatten nun volle Bewegungs- und Niederlassungsfreiheit, die Zwangsarbeit für den Gutsherren wurde abgeschafft. Sie konnten auch gegen den sipahi klagen, wenn er versuchte, ungesetzliche Pacht einzutreiben.
Nach der osmanischen Eroberung wurden Siedler auf die entvölkerte Insel geschickt, vor allem aus dem südlichen Anatolien, darunter auch Yörükken, Christen und Juden. Die Besitzungen der Johanniter wurden von den Osmanen übernommen, und türkische Ortschaften wie Armenochori, Phinikas und Temblos in ehemaligen Templer-Kommandanturen gegründet. Hier wurden wohl vor allem Einwanderer aus Anatolien angesiedelt. Die Orte Pano und Kato Arodes sind direkt nach den Johannitern benannt, die nach ihrer Einnahme von Rhodos auch als Aroditen bekannt waren. Auch Akoursos und Mora lagen in ehemaligen Johanniter-Besitzungen. Es gab auf der Insel in osmanischer Zeit auch schwarzafrikanische Sklaven, die über Ägypten hierher gelangten, doch war es Christen verboten, sie zu kaufen. Die meisten traten zum Islam über. Regierungs- und Verwaltungsämter waren weitgehend Muslims vorbehalten, standen aber durchaus konvertierten Zyprioten offen. Konvertiten wurden rasch in die türkische Gesellschaft assimiliert. In den 1630er und 1640er Jahren wurde die Insel erneut von Pest-Epidemien überschattet. Die Kartoffel wurde auf der Insel durch syrische Araber eingeführt und vor allem auf den fruchtbaren Terra rossa Böden angebaut. Unter Mehmed Ağa Boyacıoğlu war die Insel von 1683/85 bis 1690 unabhängig.

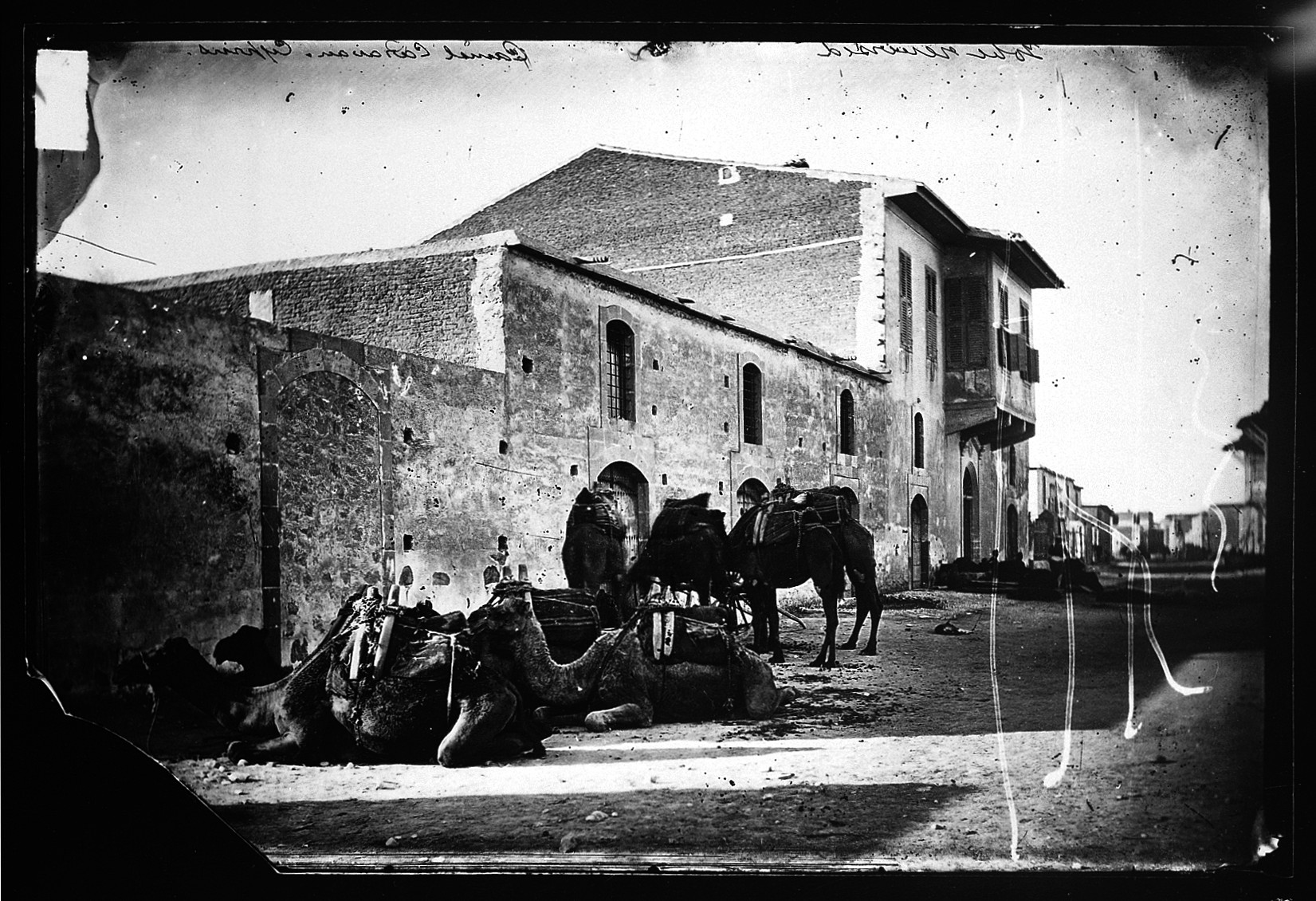
Kamelkarawane, Negativ des Fotografen John Thomson (1837–1921), der sich 1878 auf Zypern aufhielt

Dem englischen Reisenden Richard Pococke zufolge, der im Herbst 1736 Zypern besuchte, waren Mischehen zwischen Christen und Muslimen häufig. Pashley (1837) berichtet, dass Muslime sogar Paten christlicher Kinder wurden. Wichtigster Unterschied zwischen den Bevölkerungsgruppen war die Religion, nicht die Ethnizität, ein Zustand, der bis ins frühe 20. Jh. andauern sollte. Auch von der synkretistischen Gruppe der Linobambaki wurde berichtet.

## Britische Herrschaft

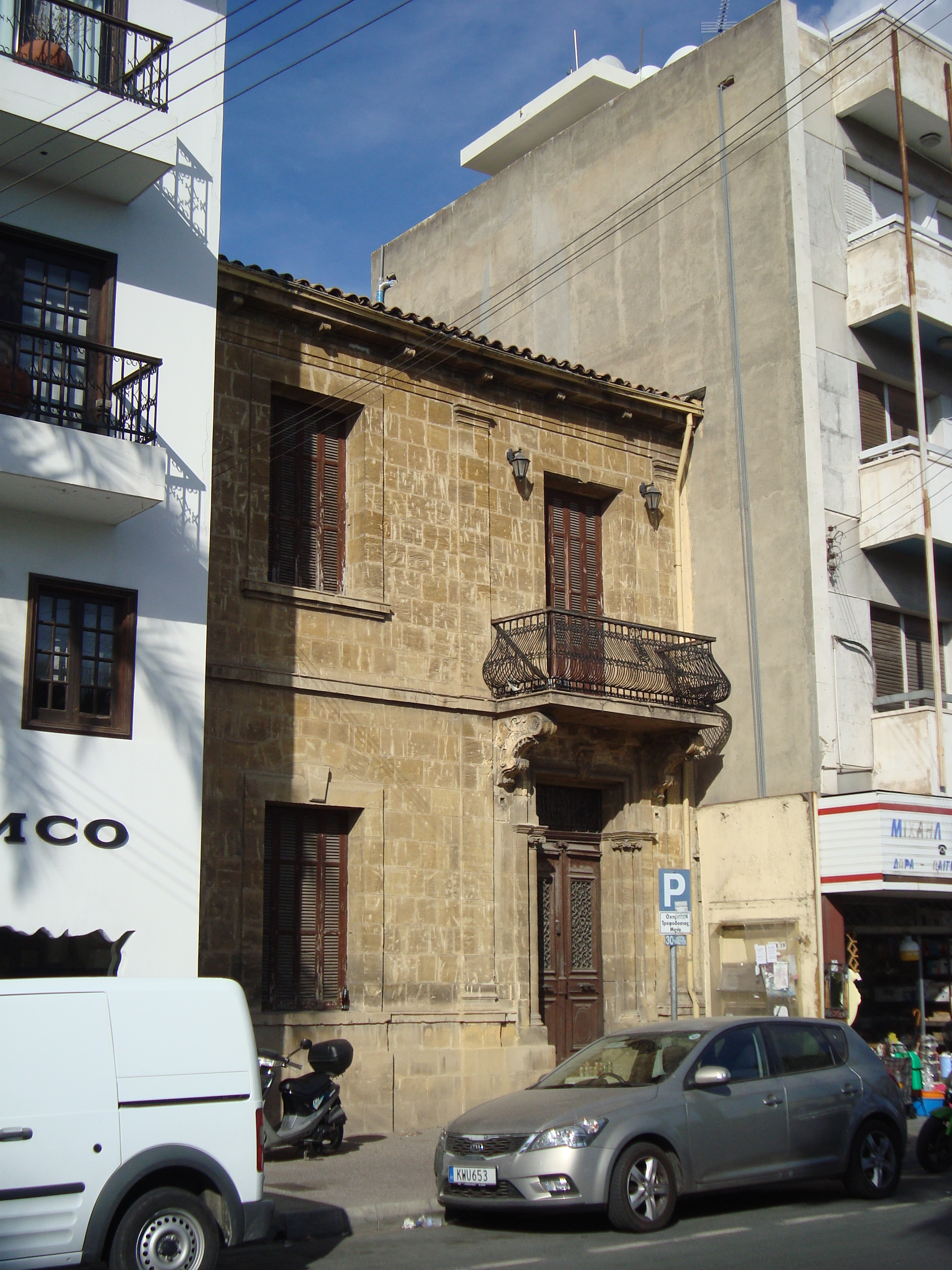
Altes Gebäude in Nikosia aus der britischen Kolonialzeit

Seit der Eröffnung des Suezkanals im November 1869 war das Mittelmeer eine Transitroute. Für Großbritannien waren seine Kolonien (die größte davon Britisch Indien) ab dann viel schneller und risikoärmer zu erreichen. Großbritannien und das Osmanische Reich einigten sich am 4. Juni 1878 in einer zunächst geheim gehaltenen vertraglichen Abrede in Konstantinopel darauf, dass die Insel Zypern an die Briten abgetreten werden solle, der Sultan dort aber gleichwohl einige Souveränitätsrechte behalte. Im Gegenzug garantierte Großbritannien die osmanischen Besitzungen in Asien und sagte Unterstützung gegen einen eventuellen russischen Vorstoß gegen die Meerengen des Bosporus und der Dardanellen zu.
Das Russische Heer war im Russisch-Osmanischen Krieg (1877–1878) bis kurz vor Istanbul vorgestoßen und hatte am 3. März 1878 die Unterzeichnung des Friedens von San Stefano erzwungen, der zu umfangreichen Gebietsverlusten für die Osmanen auf der Balkanhalbinsel führte. Diese Gebietsverluste wurden auf dem Berliner Kongress vom 13. Juni 1878 bis 13. Juli 1878 jedoch teilweise wieder revidiert.
Das Osmanische Reich erhielt für das abgetretene Zypern eine später vereinbarte Tributzahlung von 92.746 Pfund Sterling. Die Briten gewannen so Einfluss in der Region, das Osmanische Reich einen Partner in seinem Kampf mit der zaristischen Expansion und der Entwicklung auf dem Balkan. Der damals zwischen Großbritannien und Russland um die Vorherrschaft in Zentralasien stattfindende Konflikt wird als The Great Game bezeichnet.
Die Briten errichteten ein Hochkommissariat unter Sir Garnet Wolseley, gegen das sich bald der Widerstand der Griechen unter dem Erzbischof Sophronios III. richtete, die den Anschluss an Griechenland, die Enosis, anstrebten. Als Sophronios im Jahr 1900 starb, kam es zu einem 10-jährigen Nachfolgestreit der beiden Kyrillos (von Kition und Kyrenia). Mit Eintritt des Osmanischen Reiches in den Ersten Weltkrieg (1914) auf Seiten der Mittelmächte wurde die Insel am 5. November 1914 von den Briten annektiert. Am Ersten Weltkrieg nahmen von 1916 an mehr als 12.000 Zyprioten als Mitglieder des Cypriot Mule Corps (auch: Macedonian Mule Corps) als nicht-soldatische Angestellte der britischen Armee teil. Das entsprach rund einem Viertel der männlichen Bevölkerung der Insel in der Altersklasse von 18 bis 35. In dieser Funktion arbeiteten die vornehmlich aus der bäuerlichen Bevölkerung stammenden Männer in den bergigen Abschnitten der Salonikifront als Maultierführer und leisteten damit einem wesentlichen Beitrag zur Versorgung der Truppe und zum Transport Verwundeter. Bei ihnen handelte es sich um begehrte Spezialisten, weil Großbritannien sonst kaum Zugriff auf Führer gebirgstauglicher Lasttiere hatte. Dennoch kam es zu Konflikten wegen unklar formulierter Klauseln der Dienstverträge, verspäteter Auszahlungen der vereinbarten Zulagen an die Familien auf Zypern und der weitgehenden Weigerung der britischen Regierung, Kompensationen für im Dienst verstorbene Mitglieder des Mule Corps zu zahlen.
Unruhen führen 1921 zur Verbannung des Journalisten N. Katalanos und des Historikers Pierre Zannetos. Die Türkei stimmte im Friedensvertrag von Lausanne (Sommer 1923) rückwirkend der Annexion der Insel durch Großbritannien zu, die sie bis dahin formal noch besessen hatte. So wurde die Annexion völkerrechtlich legitimiert. Britisch-Zypern wurde 1925 britische Kronkolonie. Noch heute gibt es zwei großflächige britische Stützpunkte auf der Insel: Akrotiri und Dhekelia.

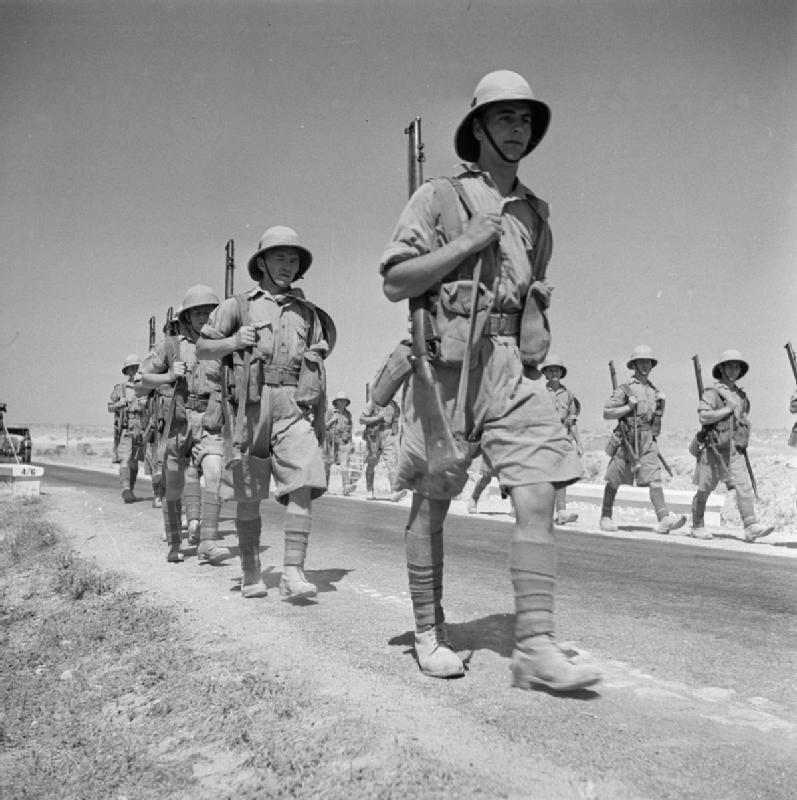
Britische Soldaten in Zypern während des Zweiten Weltkriegs, 1941

1928 begannen die Briten als Reaktion auf weitere Unruhen mit der „Dehellenisierung“, was zur Oktoberrevolte von 1931 führte. Nach der Niederschlagung der Revolte wurden die Rädelsführer (darunter zwei Bischöfe) deportiert und die Briten übernahmen das Unterrichtswesen. Nach dem Tode von Kyrillos III. im Jahr 1933 verboten sie die Wahl eines Nachfolgers. Erst der Beginn des Zweiten Weltkrieges änderte die Verhältnisse. Zypern war, anders als die griechischen Inseln der Ägäis während des Zweiten Weltkrieges nie von den Achsenmächten besetzt. 1943 wurden Kommunalwahlen abgehalten und 1947 durfte wieder ein Erzbischof (Makarios II.) gewählt werden. 1950 ließ Makarios II. eine Volksabstimmung durchführen; dabei stimmten 96 % der Zyperngriechen für den Anschluss an Griechenland (Enosis). Noch im selben Jahr verstarb er, ihm folgte der Bischof von Kition als Makarios III. Die Griechen des Mutterlandes unterstützten unter Feldmarschall Papagos und Erzbischof Spyridon unverhohlen die Enosis. 1954 kam es nach Ablehnung des Anschlusses durch die UNO erneut zu Unruhen. Oberst Georgios Grivas stellte sich 1955 an die Spitze der terroristischen Untergrundbewegung EOKA und rief zur Revolte auf. Im Jahr 1957 erreichten die Spannungen mit Gründung der türkischen TMT einen neuen Höhepunkt.
Die türkischen und griechischen Volksgruppen siedelten weder in der osmanischen noch in der britischen Zeit in getrennten Gebieten. Folgende Zahlen stammen aus der Volkszählung von 1946, Armenier und Maroniten sind nicht berücksichtigt.
| Stadt     | Türken | Griechen |
| --------- | ------ | -------- |
| Famagusta | 2500   | 13.100   |
| Kyrenia   | 550    | 2200     |
| Larnaka   | 2900   | 10.700   |
| Limassol  | 3400   | 18.950   |
| Lefkosa   | 10.400 | 20.300   |
| Paphos    | 1150   | 3600     |

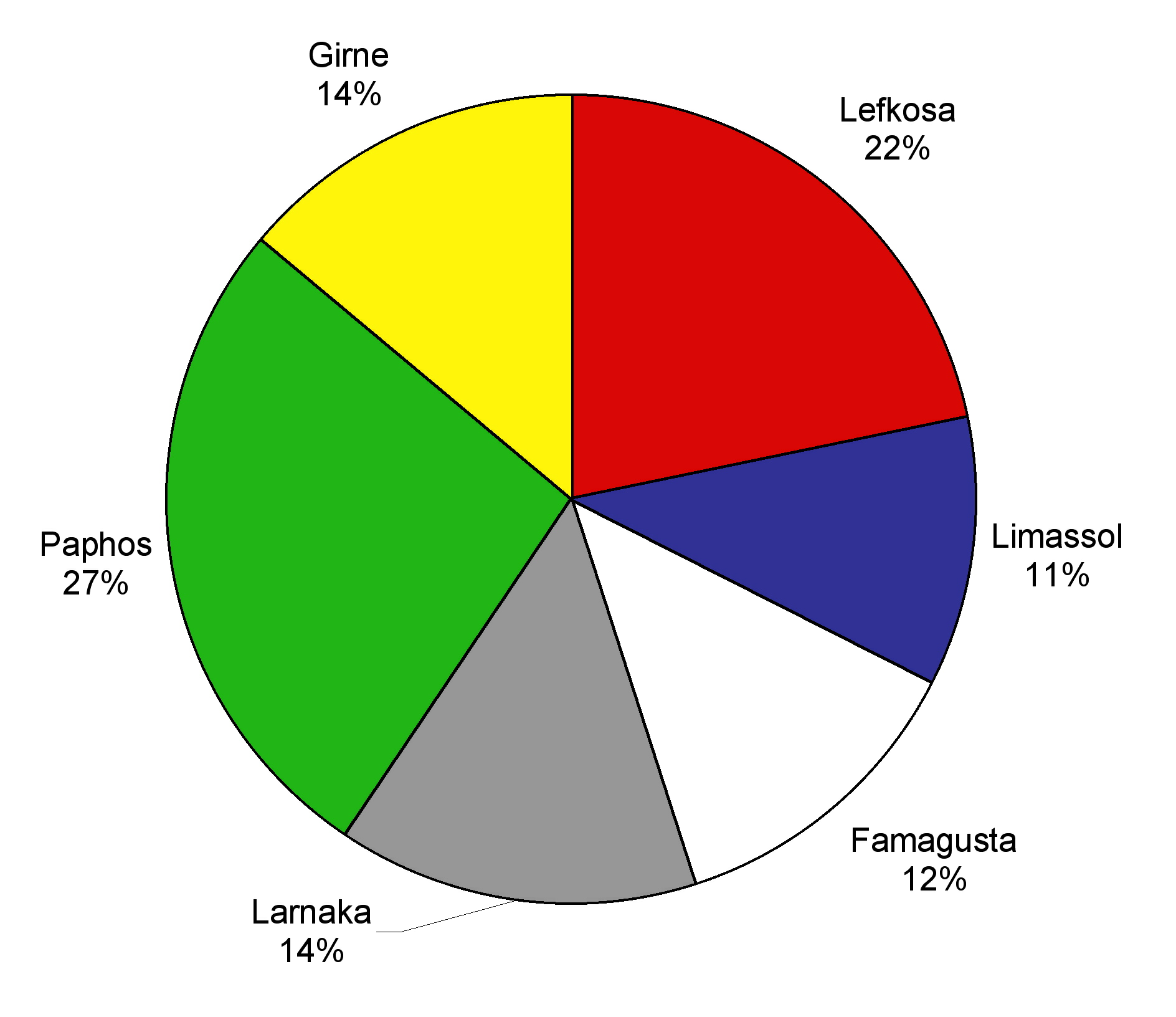
Verteilung der Muslime in den Städten, Volkszählung 1946

Die Verteilung der Dörfer der Volksgruppen auf die einzelnen Bezirke war wie folgt (Einzelpersonen in mehrheitlich griechischen oder türkischen Dörfern sind nicht berücksichtigt):
| Bezirk    | Türkisch | Griechisch | Gemischt |
| --------- | -------- | ---------- | -------- |
| Famagusta | 24       | 47         | 46       |
| Kyrenia   | 8        | 29         | 10       |
| Larnaka   | 8        | 28         | 23       |
| Limassol  | 7        | 87         | 19       |
| Lefkosa   | 27       | 105        | 45       |
| Paphos    | 28       | 73         | 23       |
| Gesamt    | 112      | 369        | 146      |

Wie Beckingham herausstellt, waren Religion und Sprache nicht deckungsgleich. Es gab muslimische Dörfer, in denen vor allem Griechisch gesprochen wurde, wie Lapithiou, Platanisso, Ayios Simeon und Galinoporni.
- Liste der britischen Hochkommissare und Gouverneure

## Unabhängigkeit
Die britische Kolonie wurde am 16. August 1960 auf Grund des Abkommens von Zürich zwischen Großbritannien, Griechenland und der Türkei (1959) unabhängig; die griechisch- und türkischsprachigen Volksgruppen waren gleichberechtigt. Zum ersten Staatspräsidenten wurde Erzbischof Makarios (1913–1977) gewählt. In der Verfassung, die wesentlich von Großbritannien bestimmt worden war, wurden der türkischen Volksgruppe feste Repräsentationsrechte eingeräumt. Insbesondere wurde dem Vizepräsidenten, der stets von türkisch-zyprischer Seite gestellt werden sollte, umfassende Vetorechte eingeräumt. Am 16. August 1960 wurde auch das aktive und passive Frauenwahlrecht eingeführt.
1963 wollte Makarios eine neue Verfassung durchsetzen, in der unter anderem das Vetorecht des Präsidenten und des Vize-Präsidenten entfallen sollte. In der Folge kam es zu Spannungen, die Dörfer türkischsprachiger Zyprer wurden systematisch abgeriegelt, Teile der Armee wollten einen Anschluss an Griechenland durchsetzen (Enosis). Bei den türkischen Zyprern setzte sich die Idee der Taksim, der Teilung der Insel durch. Der folgende, auch durch Terrorakte von beiden Seiten (Grivas) ausgelöste Bürgerkrieg wurde durch die Entsendung von UN-Truppen beendet und am 10. August 1964 ein Waffenstillstand geschlossen. Die UN-Truppen wurden auch eingesetzt, um durch griechische Nationalisten teilweise monatelang von der Außenwelt abgeriegelte türkische Dörfer (z. B. Erenköy/Kokkina) zu versorgen. Die Ledra-Straße in Nikosia wurde 1964 von britischen Truppen mit Stacheldraht abgeriegelt, nachdem es zu Unruhen zwischen griechischen und türkischen Zyprern gekommen war.

### Sommer 1974: Putsch gegen Makarios, türkische Intervention und Besetzung des Nordteils

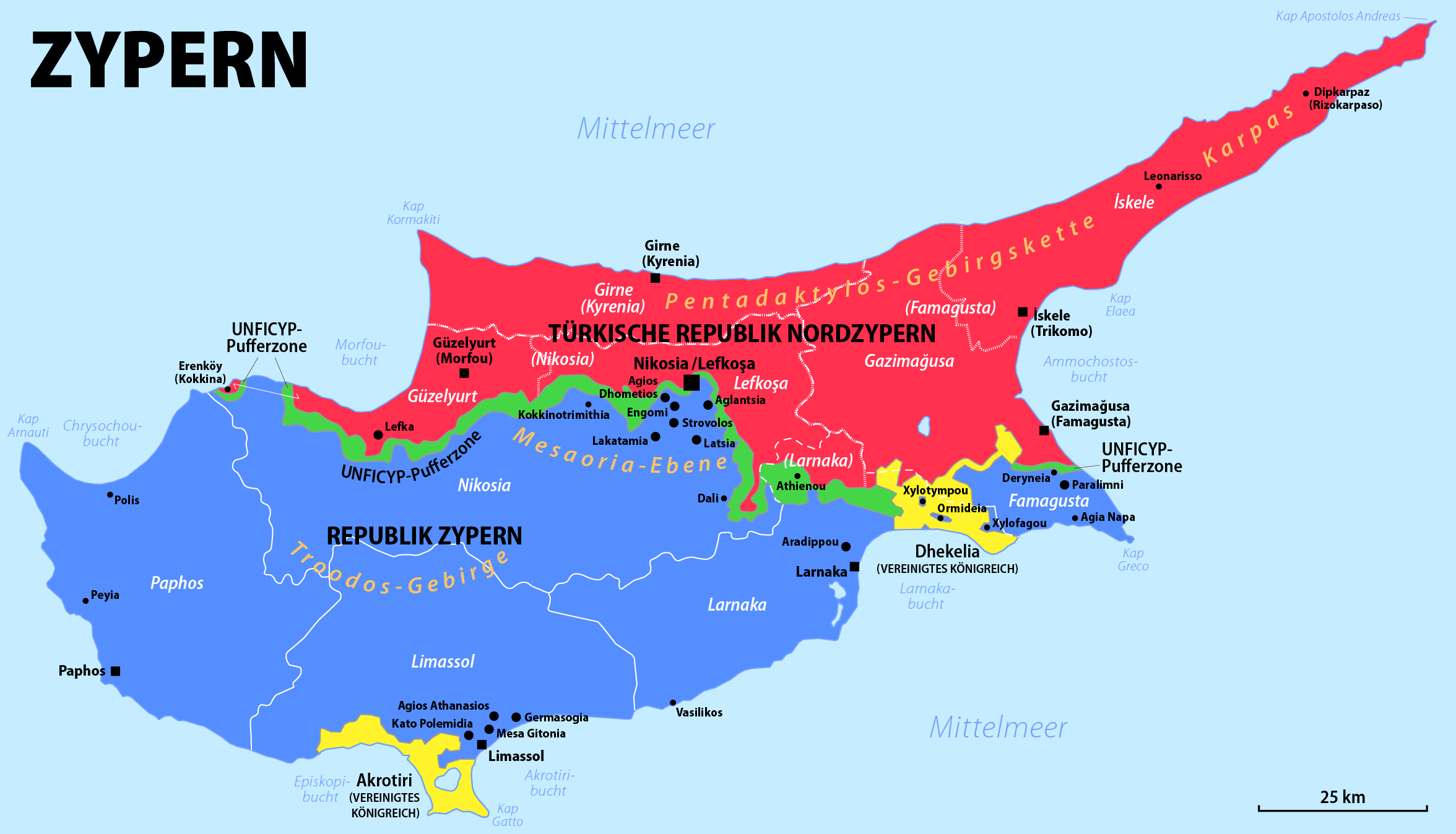
Pufferzone und britische Militärbasen

Am 15. Juli 1974 wurde Makarios III. durch einen Putsch der zyprischen Nationalgarde gestürzt. Ziel des durch die griechische Militärregierung gelenkten Putsches waren die Beseitigung von Makarios und der Anschluss Zyperns an Griechenland unter eindeutiger Verletzung der Zürcher und Londoner Abkommen, so proklamierte der von den Putschisten eingesetzte Präsident Nikos Sampson die Enosis mit Griechenland.
Die Türkei als eine der Garantiemächte intervenierte darauf am 20. Juli mit der Entsendung von Invasionstruppen in der Operation Atilla unter Bezug auf die Artikel II und IV des Londoner Garantievertrags von 1959. Am 23. Juli 1974 wurde daraufhin die griechische Militärregierung gestürzt und der Militärputsch auf Zypern brach zusammen. Trotzdem befahlen die türkischen Militärs unter der Regierung von Bülent Ecevit am 14. August 1974 die völkerrechtswidrige Ausweitung der Invasion. Bis zum 16. August 1974 brachten die türkischen Truppen im Rahmen der Operation Atilla II den Großteil des Nordens der Insel unter ihre Kontrolle. Dieses Gebiet machte zwar nur knapp 37 % des Staatsgebiets der Republik Zypern aus, jedoch wurden bis 1974 auf ihm 70 % aller Wirtschaftsleistungen erbracht. Darunter befanden sich 66 % aller touristischen Anlagen, 80 % aller Zitrusbäume sowie der Handelshafen der Insel in Famagusta. Insgesamt 162.000 der griechischen Zyprer, welche mit insgesamt 506.000 Bewohnern bzw. 79 % die deutliche Mehrheit der Inselbevölkerung stellten, wurden aus dem nun besetzten Teil Zyperns vertrieben oder flüchteten während der Invasion, eine kleine Minderheit verblieb auf der Halbinsel Karpas (Rizokarpaso), ebenso wie arabischsprachige Maroniten. Anschließend mussten rund 48.000 türkische Zyprer, die damals mit insgesamt 118.000 Bewohnern etwa 19 % der Inselbevölkerung ausmachten, den Süden der Insel verlassen. Ihr Eigentum an Grund und Boden wurde registriert, um eine Rückgabe bei einer Rückkehr zu erleichtern. Laut Darstellung des türkischen Außenministeriums waren von den Umsiedlungen 120.000 griechische und 65.000 türkische Zyprer betroffen.
Am 1. Oktober 1974 riefen die Zyperntürken die Autonome Türkische Administration auf Zypern aus. Diese Administration sah sich als Übergangsverwaltung bis zur Gründung eines Föderativstaats. Daraufhin wurde 1975 ein eigener Föderativstaat ausgerufen, der Türkische Föderativstaat von Zypern. Dieser sah sich als Teil einer in Zukunft entstehenden zyprischen Föderation, wurde jedoch nur von der Türkei als solcher anerkannt. Am 15. November 1983 rief das Parlament des Türkischen Föderativstaats von Zypern unter Berufung auf das Selbstbestimmungsrecht der Völker die Unabhängigkeit aus. Am 18. November 1983 erklärte der Sicherheitsrat der Vereinten Nationen mit 13 Stimmen gegen die Stimme Pakistans und bei Stimmenthaltung Jordaniens die Unabhängigkeitserklärung für rechtsungültig, da sie mit dem Vertrag über die Gründung der Republik Zypern und den damit zusammenhängenden Garantievertrag unvereinbar sei (Resolution 541). Eine weitere Resolution (Resolution 550) zur Nichtanerkennung wurde am 13. Mai 1984 gegen die Stimme Pakistans und bei Stimmenthaltung der Vereinigten Staaten beschlossen. Lediglich die Türkei akzeptierte das Selbstbestimmungsrecht der Völker als rechtliche Grundlage für die Unabhängigkeitserklärung, während die Staaten des Sicherheitsrats dies überwiegend aus völkerrechtlichen Gründen, aber auch als Verstoß gegen die Zypern-Resolutionen der Generalversammlung der Vereinten Nationen ablehnten. Die Blockfreien sahen die Unabhängigkeitserklärung als Verstoß gegen ihre eigenen Erklärungen, weitere Bedenken betrafen die Angst um den Weltfrieden.
Seit dieser Zeit ist die Insel geteilt. Etwas mehr als 57 % der Inselfläche stehen unter der Kontrolle der Republik Zypern, knapp 37 % bilden seit 1983 die international nur von der Türkei anerkannte Türkische Republik Nordzypern, etwas mehr als 5 % nehmen die von der UN-Friedenstruppe verwaltete Pufferzone und die unter britischer Hoheit stehenden Militärbasen Akrotiri und Dekelia (~2,7 %) ein. Nach dem Ende der griechischen Militärdiktatur im Dezember 1974 kehrte Makarios nach Zypern zurück und blieb bis zu seinem Tode 1977 Staatsoberhaupt.

### Versuche der Wiedervereinigung
Angesichts des bevorstehenden Beitritts der Republik Zypern zur Europäischen Union verstärkten sich die Bemühungen, die Teilung der Insel zuvor zu überwinden. Am 26. April 2004 schließlich fanden in den beiden Landesteilen getrennte Abstimmungen über die Annahme des „Annan-Planes“ von UN-Generalsekretär Kofi Annan statt, der die Wiedervereinigung der beiden Inselteile zu einem einzigen Staat vorsieht. Dabei lehnte die griechisch-zyprische Bevölkerung im Süden der Insel bei einer Stimmbeteiligung von 88 % den Plan mit 75,8 % der Stimmen ab, während die türkisch-zyprische Bevölkerung im Norden der Insel bei einer Stimmbeteiligung von 87 % mit 64,9 % zustimmte. Für einen Abstimmungserfolg wäre jedoch die Zustimmung beider Volksgruppen erforderlich gewesen. Somit trat am 1. Mai 2004 die Republik Zypern zwar de jure in ihrer Gesamtheit der Europäischen Union bei, faktisch ist derzeit jedoch nur der Südteil der Insel EU-Mitglied.
Vertreter der Vereinten Nationen, der Vereinigten Staaten von Amerika und der Europäischen Union äußerten tiefes Bedauern über das Ergebnis. EU-Erweiterungskommissar Günter Verheugen sprach von einer „verpassten Chance“. Er sehe sich „persönlich von der griechisch-zyprischen Regierung getäuscht“. Der türkische Premier Recep Tayyip Erdoğan rief die EU dazu auf, Ankara ebenso wie die international nicht anerkannte Türkische Republik Nordzypern für ihre positive Haltung zu belohnen. Ein neues Referendum schloss er aus. Dagegen erklärte Tassos Papadopoulos, der damalige Präsident der Republik Zypern, die Abstimmung sei keine Absage an eine endgültige Lösung des Konfliktes. Annan äußerte die Hoffnung, dass die griechischen Zyprer nach einer nüchternen Analyse zu einem Sinneswandel gelangen würden.
Mit der Wahlniederlage von Papadopoulos, der einer Wiedervereinigung stets skeptisch gegenüberstand, bei den Präsidentschaftswahlen 2008 und dem Sieg des Vereinigungsbefürworters Demetris Christofias eröffnete sich eine neue Gelegenheit, die Spaltung zu überwinden. Christofias bat unmittelbar nach seinem Amtsantritt die UNO, neue Gespräche zwischen der Regierung Zyperns und Nordzypern vorzubereiten. In der Amtszeit von Christofias, die bis 2013 währte, gelang eine Wiedervereinigung nicht. Sein Nachfolger wurde der konservative Präsident Nikos Anastasiadis.
Seit dem 3. April 2008 ist in der Altstadt von Nikosia in der Ledrastraße die Grenze geöffnet. Am Abend des 3. April wurde sie für kurze Zeit wieder geschlossen, weil die griechisch-zyprische Regierung beanstandete, dass Polizisten des türkisch-zyprischen Teils unrechtmäßig durch Teile der Straße patrouilliert seien, indem sie die von der UNO kontrollierte Pufferzone betreten hätten.

### 2006: Libanonkrieg
Seit den israelischen Militäraktionen auf die Hisbollah wurde Zypern das Ziel zahlreicher Flüchtlinge, die nur mit Mühe untergebracht werden können. Die Beziehungen zum Libanon sind traditionell eng, bereits während des Bürgerkrieges hatten sich zahlreiche Libanesen und libanesische Banken auf der Insel angesiedelt.

### 2011: Munitionsexplosion auf der Marinebasis Evangelos Florakis

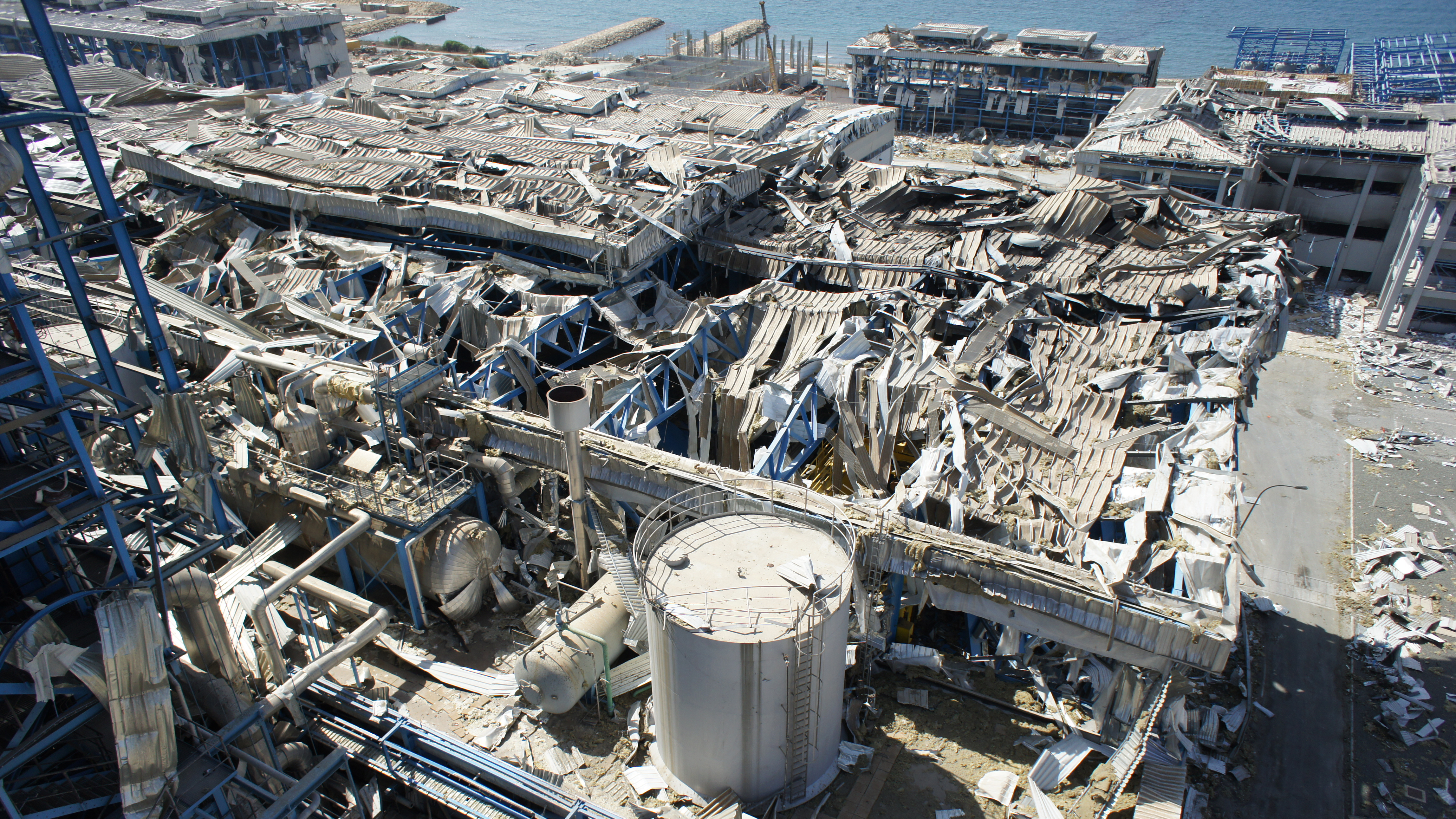
Luftansicht auf die zerstörte Turbinenhalle des Kraftwerks von einem UAV des DLR

In der Folge einer der stärksten nicht-nuklearen Explosionen, die je von Menschenhand verursacht wurden, starben bei der Explosion von 98 Munitionscontainern auf der Marinebasis Evangelos Florakis am Morgen des 11. Juli 2011 15 Personen, 60 wurden schwer verletzt. Auch wurde das größte Kraftwerk der Insel schwer beschädigt, was aufgrund des damit verbundenen Ausfalls diverser Meereswasser-Entsalzungsanlagen zu Engpässen bei der Wasserversorgung der Insel führte. Es kam zu mehreren Rücktritten von Regierungsmitgliedern und führenden Militärs.